# Faszyzm

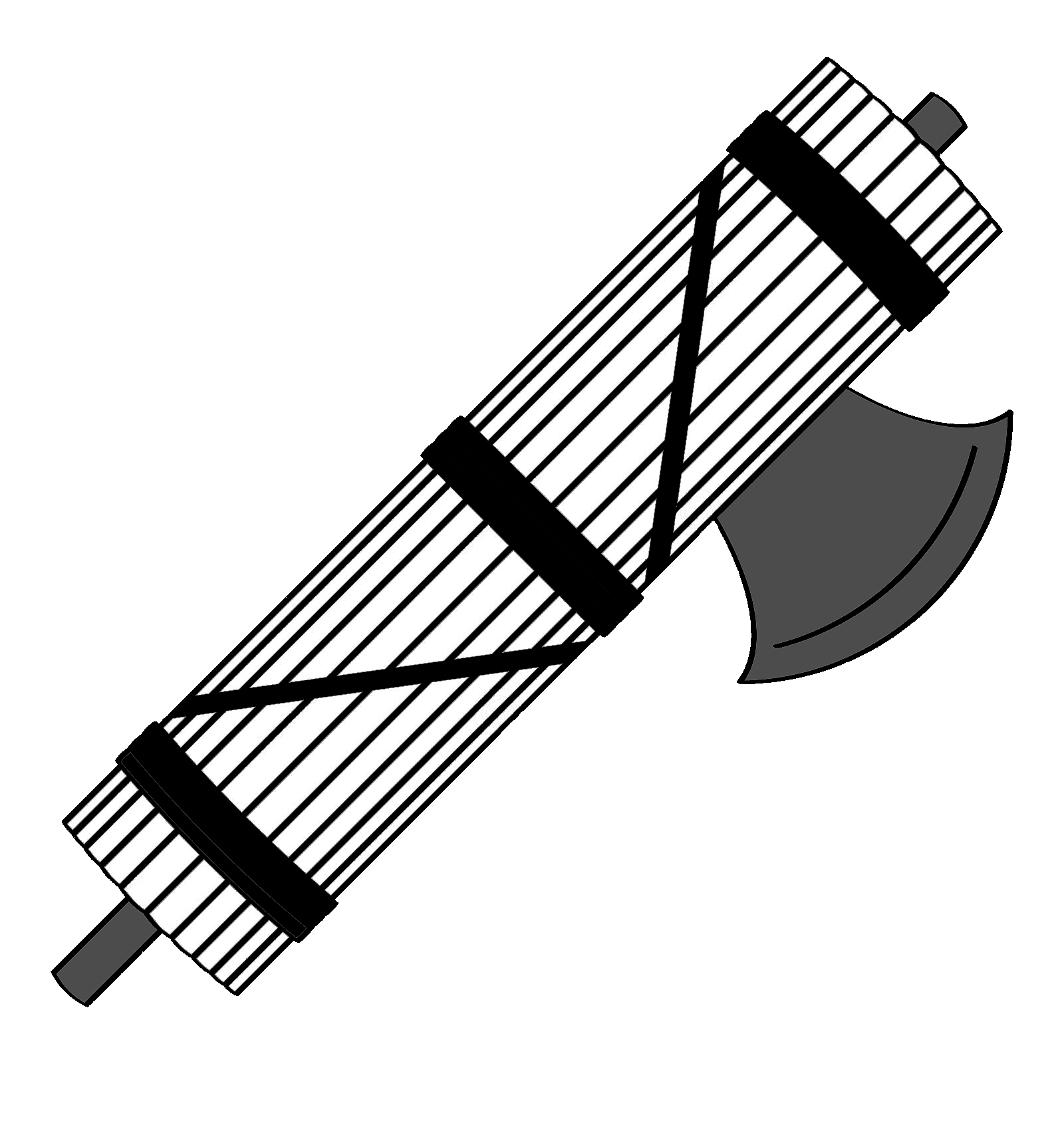
Fasces – jeden z popularnych symboli faszystowskich

Faszyzm (wł. fascismo, od łac. fasces „wiązki, rózgi liktorskie” i wł. fascio „wiązka, związek”) – skrajnie prawicowa doktryna polityczna powstała w okresie międzywojennym w Królestwie Włoch, sprzeciwiająca się demokracji parlamentarnej, głosząca kult państwa (statolatrię, totalitarne silne przywództwo, terror państwowy i solidaryzm społeczny). Faszyzm podkreślał wrogość wobec zarówno liberalizmu, jak i komunizmu. Początkowo nazwa odnosiła się tylko do włoskiego pierwowzoru, później była stosowana wobec pokrewnych ruchów w latach 20. i 30. XX wieku, zwłaszcza narodowego socjalizmu w Niemczech oraz współczesnych ruchów wywodzących się z partii faszystowskich (neofaszyzm i postfaszyzm).
Następujące elementy są najczęściej wymieniane jako integralne części faszyzmu: nacjonalizm, etatyzm, militaryzm, imperializm, totalitaryzm, antykapitalizm, antykomunizm, korporacjonizm, populizm, kolektywizm oraz opozycja do politycznego i ekonomicznego liberalizmu. Każdy ruch faszystowski musi być nacjonalistyczny. Nacjonalizm jest zasadniczą cechą doktryny. Niekiedy nawet definiowano faszyzm jako „wyolbrzymiony nacjonalizm”.
Historyk Roger Eatwell wymienia cztery aspekty istotne w ideologii faszyzmu:
1. Plan zmiany natury ludzkiej i stworzenia lepszego społeczeństwa.
2. Naród lub rasa jako siły organizujące ewolucję i postęp.
3. Krytyka kapitalizmu, liberalizmu i socjalizmu jako systemów rozbijających lub osłabiających wspólnotę.
4. Wpajanie ludzkim umysłom faszystowskich wartości poprzez media i propagandę[22].

Wciąż dyskusyjna jest kwestia pokrewieństwa pomiędzy faszyzmem włoskim a reżimami totalitarnymi zainspirowanymi włoskim przykładem.

## Charakterystyka

### Podstawowe cechy i założenia
- Autokratyzm w stylu wodzowskim.
- Militaryzm.

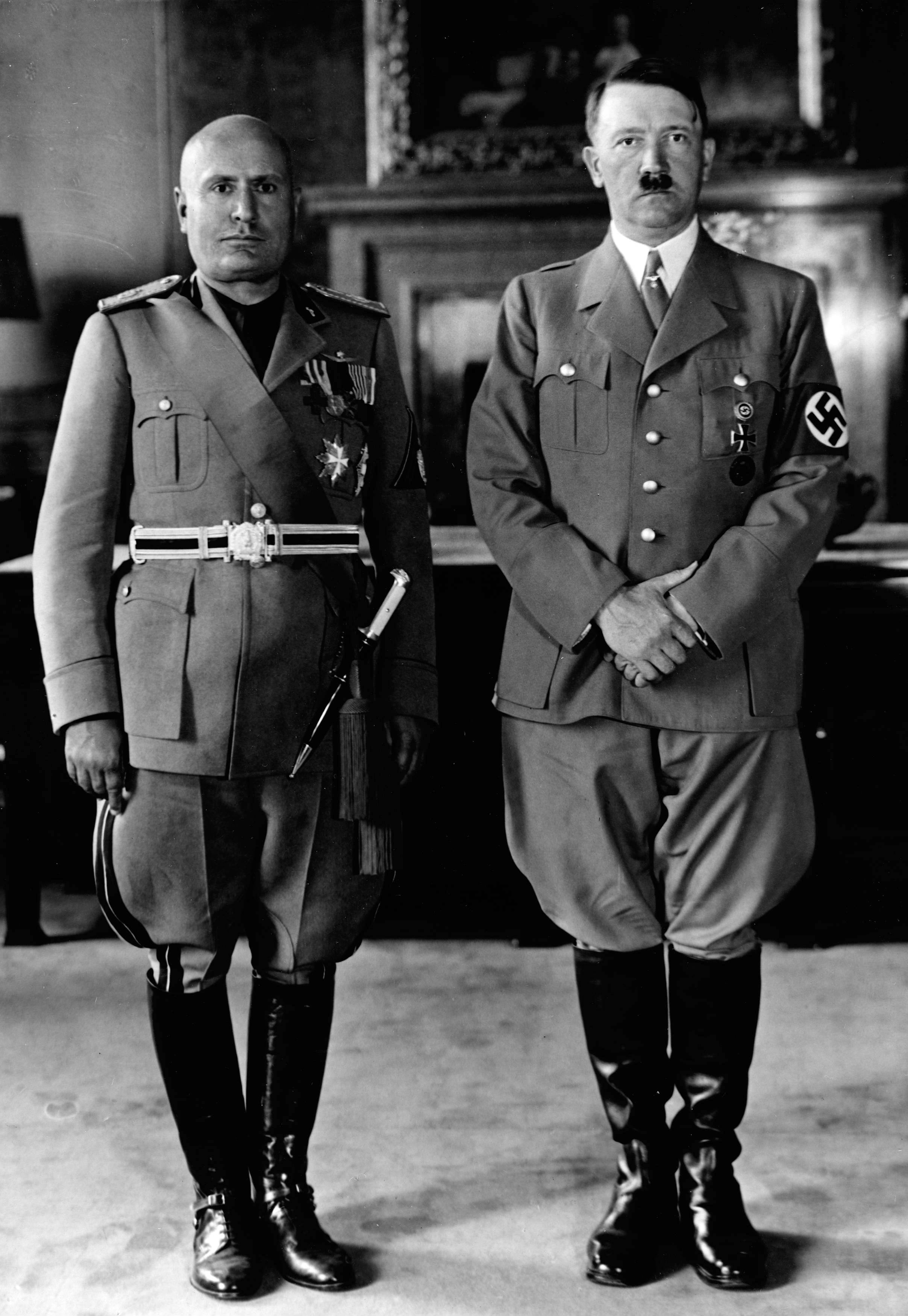
Benito Mussolini i Adolf Hitler, najbardziej znani przywódcy faszystowscy

- Walka z odmiennymi ideologiami (np. demokracja, komunizm).
- Pełna kontrola partii rządzącej nad dużą częścią aspektów życia społecznego i gospodarczego.
- Gospodarczy etatyzm oraz korporacjonizm.
- Nacjonalizm, w skrajnych przypadkach szowinizm bądź rasizm.

Celem politycznym faszyzmu jest ustanowienie państwa totalitarnego, pod względem gospodarczym opartego na korporacjonizmie. Intelektualną podstawą ideologii jest nacjonalizm. Przedstawiany jest jako „trzecia droga” lub „trzecia pozycja”, radykalne przeciwieństwo liberalnej demokracji, faszyści uznawali formy rządów państw takich jak Wielka Brytania, Francja czy Stany Zjednoczone za „dekadenckie”. Faszyzm pozostawał w silnej opozycji do ruchu robotniczego, anarchizmu i marksizmu (z czego druga z ideologii w 1917 roku uległa rozłamowi na socjalistów i komunistów). Faszyzm swoich przeciwników ma pogrupowanych w trzech obszarach „społeczno-komunistycznych”, „demoliberalno-masońskich” i „populistyczno-katolickich”. Pojęcie „reżim faszystowski” może mieć zastosowanie do niektórych totalitarnych lub autorytarnych reżimów politycznych Europy i praktycznie wszystkich państw uczestniczących w czasie II wojny światowej w układzie Osi. Z poszukiwaniem przez faszystów licznych wrogów związane było upokorzenie wielu państw w I wojnie światowej. Skłoniło to część faszystów do szukania kozłów ofiarnych (Niemcy) czy obiektów frustracji wynikającej z niespełnionych oczekiwań (Włochy). Faszyści często odnosili się niechętnie do zwycięzców wojny takich jak Francja, USA czy Wielka Brytania, ruchu robotniczego (anarchistów, komunistów, socjalistów), związkowców, czy też przedstawiali wyimaginowane zagrożenie rewolucji komunistycznej, komunistycznego spisku żydowsko-masońskiego lub innych domniemanych zagrożeń ze strony m.in. ponadnarodowych organizacji mających działać w przeciwieństwie do interesów państwa. Faszyści zaliczali do nich m.in. Ligę Narodów, pacyfizm czy prasę. Szczególnie w Niemczech silną rolę miało przekonanie o wyższości własnej rasy nad pozostałymi co miało legitymizować ekspansję na inne państwa. Historycznie większość faszystów promowała imperializm, jednak było kilka ruchów faszystowskich, które nie były zainteresowane imperialistycznymi ambicjami.
Pierwszym z państw faszystowskich były Włochy Mussoliniego (1922), gdzie ukuto termin faszyzmu, kolejnym z najważniejszych państw, w którym przyjęto model była Trzecia Rzesza (1933), która znacznie zradykalizowała ideologię, ostatnim z państw była Hiszpania generała Franco, która istniała najdłużej, aż do 1975 roku. Różnice ideologiczne i historyczne każdego z trzech systemów są inne. Faszyzm w nazistowskich Niemczech przybrał charakter rasistowski, rasizm w faszyzmie włoskim i innych ruchach faszystowskich miał mniejsze znaczenie. W części odmian ideologii istotną rolę miały hasła związane z religią (katolicką lub prawosławną), szczególnie związany z religią był hiszpański nacionalcatolicismo.
Faszyzm podkreślał rolę akcji bezpośredniej, legitymizacji przemocy politycznej. Faszyzm z konieczności ciągłej przemocy politycznej identyfikuje się jako „nieskończona walka”. Podstawą teorii dotyczących przemocy było przywiązanie do darwinizmu społecznego, ruchy faszystowskie dzieliły według darwinizmu społecznego narody, rasy i społeczeństwa. Zgodnie z ideologią faszyzmu, narody i rasy muszą oczyścić się z biologicznie słabych lub zdegenerowanych ludzi, a jednocześnie promować tworzenie silnych ludzi, zdolnych do przetrwania w świecie ciągłych konfliktów narodowych i rasowych. Faszyzm podkreślał, że młodzież zarówno w sensie fizycznym, jak i duchowym jest związana z męskością i zobowiązana do działania. Hymnem faszystów włoskich stała się pieśń Giovinezza (młodość). Faszyzm utożsamiał fizyczny okres młodzieńczy jako czas rozwoju moralnego. Włoski faszyzm realizował politykę nazwaną „higieną moralną” w zakresie seksualności. Państwo włoskie promowało wśród młodzieży zachowania seksualne, które uważało za normalne i potępiało te, które uznało za dewiacje. Faszystowskie Włochy uważały, że promocja wśród mężczyzn seksualnych zachowań przed okresem dojrzewania jest przyczyną przestępczości wśród męskiej części młodzieży. Zgodnie z wykładnią włoskich faszystów, homoseksualizm uznany został za chorobę społeczną. Włochy prowadziły agresywną kampanię mającą zmniejszyć prostytucję. Potępiano pornografię, większość form kontroli urodzeń i antykoncepcji (z wyjątkiem prezerwatyw), homoseksualizm i prostytucję uznano za dewiację, choć ze względu na trudne do egzekwowania, błędne prawo, władze często przymykały na to oko.
Mussolini postrzegał kobiety jako rodzicielki, mężczyźni natomiast mieli być wojownikami, jak sam twierdził: „wojna jest dla mężczyzny, a macierzyństwo dla kobiety”. W celu zwiększenia liczby urodzeń faszystowski rząd wprowadził przywileje finansowe dla rodzin wielodzietnych i zainicjował działania mające zmniejszyć liczbę zatrudnionych kobiet. Włoski faszyzm uznawał kobiety za „reproduktorów narodu”.
Rząd hitlerowski zachęcał kobiety do pozostania w domu, rodzenia dzieci i dbania o dom. Hitlerowcy podobnie, jak włoscy faszyści, byli wrodzy homoseksualizmowi, który uważali za zniewieściały, zdemoralizowany i podważający męskość. Homoseksualistów w III Rzeszy chciano „leczyć”, trafiali oni do obozów koncentracyjnych, gdzie byli systematycznie mordowani.

### Wzór modelu państwowego
Państwo faszystowskie charakteryzuje się dyktatorskim sprawowaniem władzy, którego podporą jest monopartyjny system parlamentarny. Funkcje ustawodawcze i wykonawcze przejmował wódz: we Włoszech Duce – Mussolini, który łączył różnorakie stanowiska znane z państw demokratycznych: prezydenta, premiera, zwierzchnika sił zbrojnych oraz głównodowodzącego. Bezpośrednio jemu podlegał szeroki aparat policyjno-kontrolny, który miał cały szereg zadań z dziedziny kontrwywiadowczo-inwigilacyjnych. Dodatkowo eliminował faktycznych opozycyjnych, jak i domniemanych przeciwników politycznych. Mussolini dysponował potężnym urzędem OVRA, który łączył zadania policyjne, kontrwywiadowcze i ogólnonarodową walkę propagandową.
W państwie wszystkie stanowiska, zarówno te najniższego, jak i najwyższego szczebla, obsadzane były członkami zaplecza politycznego wodza, czyli jedynej partii sprawującej władzę – Narodowej Partii Faszystowskiej. Jeszcze przed przejęciem władzy w skład elektoratu tych ugrupowań wchodziły w zasadzie wszystkie warstwy społeczne, choć uogólniając można przyjąć, iż wywodziły się one przede wszystkim z tzw. klasy średniej (miejskiej i wiejskiej, po drobnomieszczaństwo i małych oraz średnich przedsiębiorców), ale również z niższych klas społecznych, takich jak np. robotnicy.
Zachowywano jednak pewne pozory parlamentaryzmu. Posłów obywatele wybierali z jednej listy wyborczej. Jednakże o wszystkim decydował w praktyce dyktator. Parlament odgrywał rolę propagandowo-edukacyjną dla społeczeństwa. To w nim członkowie partii wyrażali postanowienia wodza, cele polityczne i metody ich uzyskiwania. Sądownictwo stanowiło niezależną władzę, jednakże tworzono specjalne sądy partyjne i obyczajowe, oraz dążono do obsadzania stanowisk sędziów oraz prokuratorów przez ludzi związanych ze sprawującą opcją polityczną. Docelowo program państwa faszystowskiego zakładał całkowite przejęcie sądownictwa przez odpowiednie organy partii.

### Wzór modelu gospodarczego
Gospodarka państwa faszystowskiego była przykładem silnego modelu etatystycznej gospodarki rynkowej, tzn. że państwo respektowało istnienie własności prywatnej i nie zakazywało funkcjonowania prywatnej przedsiębiorczości, ale prowadziło bardzo silny interwencjonizm gospodarczy, a powiązania z wielkimi przedsiębiorstwami nie odbywały się na zasadzie procentowego udziału państwa w danej spółce, lecz zwyczajnych zleceń-kontraktów desygnowanych przez państwo do poszczególnych przedsiębiorstw (nawet prywatnych). Podsumowując, w państwie faszystowskim własność była dwojakiego rodzaju; albo całkowicie państwowa albo całkowicie prywatna, wszystko jedno czy na zasadzie konsorcjum czy pojedynczego właściciela. Majątki „wrogów narodu”, działaczy opozycyjnych, były jednak przejmowane przez państwo. Zarazem polityka gospodarcza ukierunkowana głównie na duże zakłady produkcyjne skutkowała zupełnym upadkiem małej i średniej przedsiębiorczości – głównej siły napędowej gospodarki rynkowej. W czasie rządów faszystów we Włoszech upadł szereg średnich prywatnych przedsiębiorstw o charakterze wytwórczym (zwykle przedsiębiorstwa rodzinne). Ogólnie cały sektor średniej gospodarki przeżywał trudności związane z brakiem środków kredytowych. Wspieranie przez państwo przemysłu ciężkiego i militaryzacja gospodarki pochłaniały większą część finansów do sektorów: a) budżetowego (wysokie podatki, pozwalające sfinansować szereg państwowych inwestycji, b) przemysłu ciężkiego powiązanego z państwem.
Wielu faszystów powoływało się na gospodarkę rynkową. Sam Benito Mussolini odwoływał się wielokrotnie do kapitalizmu i leseferyzmu. Zarówno we Włoszech, jak i Niemczech, zachowano system kapitalistyczny. Tamtejsze rządy nie wykazywały zainteresowania wprowadzaniem ustawodawstwa socjalnego.
We Włoszech na podstawie dekretu z dnia 3 grudnia 1922 roku rząd otrzymał pełnomocnictwo, na mocy którego zreorganizował administrację publiczną, ograniczył funkcję państwa i wydatki. Na skutek dekretu faszyści przeprowadzili szereg prywatyzacji i w 1923 zlikwidowali monopol państwa na ubezpieczenia czy niektóre sektory produkcji. W 1924 sprywatyzowano większość linii telefonicznych, choć przedstawiciele prywatnych firm z tej branży proponowali tworzenie spółek mieszanych, Mussolini narzucił im całkowitą prywatyzację, w efekcie czego zysk państwa z telekomunikacji spadł z 87,4% do 31,1%. Rok później sprywatyzowano największe włoskie przedsiębiorstwo przemysłu maszynowego Ansaldo. Kampania ta była jedną z pierwszych kampanii prywatyzacyjnych na całym świecie. Podobne działania stosowali też naziści, którzy czerpali z włoskich wzorów, w okresie 1934–37 przeprowadzili oni szereg prywatyzacji, sprywatyzowali m.in. przedsiębiorstwa kolejowe, stoczniowe, hutnicze, górnicze, banki czy municypalne zakłady użyteczności publicznej.
Model gospodarki państwa faszystowskiego zakładał przede wszystkim gospodarowanie na rynku wewnętrznym. Totalitaryzm odrzuca gospodarcze współdziałanie z innymi, a więc wspomożenie własnego przemysłu poprzez nałożenie wysokich ceł na towary importowane wiązało się z identyczną polityką innych państw, które uczestniczyły w wymianie handlowej z państwem faszystowskim, a w konsekwencji oznaczało to swoistą alienację gospodarczą państwa totalitarnego.
W kwestii walki z bezrobociem faszyści wybierali wybitnie etatystyczną metodę walki z nim – szeroko zakrojone działania państwa finansowane z budżetu. Organizowano roboty publiczne (budowa autostrad, portów, lotnisk, ogólnie rzecz biorąc budowa i modernizacja infrastruktury), ponadto stosowano masowe zatrudnianie w przemyśle ciężkim, zarówno państwowym, jak i prywatnym. Zwiększano liczebność armii oraz powoływano masę organizacji paramilitarnych, skupiających młodzież szkolną, jak i tę tuż po ukończeniu nauki. Należy przy tym pamiętać, iż walka z bezrobociem poprzez model interwencyjny wiązała się z bardzo niskimi wynagrodzeniami dla pracowników (niejednokrotnie otrzymywali oni wypłatę w postaci dóbr, jak np. żywności), z drugiej jednak strony bezrobocie przestało być problemem palącym, a ludzie nie przymierali głodem. W połączeniu z państwową, darmową służbą zdrowia, oświatą i sprawnym aparatem policyjno-sądowym (nadzwyczaj sprawnym) dawało to poczucie względnej stabilizacji szerokim masom obywateli. Od obywateli wymaga się bezwzględnego posłuszeństwa w dążeniu do wytyczonych przez państwo celów. Całe życie staje się podporządkowane idei totalitarnej. W mniemaniu faszystów koniec ich epoki powinien równać się końcowi całego narodu.

### Pozycja na scenie politycznej
Faszyzm jako doktryna powstał w czasie I wojny światowej; stworzyli go włoscy narodowi syndykaliści (choć szybko dołączyli do nich deklaratywni zwolennicy skrajnej prawicy), którzy łączyli prawicowe i lewicowe poglądy polityczne, w tym byli socjaliści. Mussolini w 1919 roku opisał faszyzm jako ruch, który jest protestem „przeciwko zacofaniu prawicy i niszczycielstwu lewicy”. Robert Paxton podał, że włoski faszyzm przeszedł na pozycje prawicowe w 1920 r. i zerwał z „nacjonalistyczno-lewicową” przeszłością. Rok później sam Mussolini zdefiniował Związki Kombatanckie jako właśnie „skrajnie prawicowe”. Narodowi syndykaliści ulegli dalszej marginalizacji po tym, gdy faszyści przejęli władzę i zaczęli zabiegać o poparcie biznesu. W Doktrynie faszyzmu (1932), przypisywanej Benito Mussoliniemu, znalazły się słowa określające XX wiek i faszyzm w sposób następujący: „można sądzić, że jest to wiek autorytetu, wiek „prawicy”, wiek faszystowski”.
Główny nurt światowej nauki definiuje faszyzm (w tym także niemiecki narodowy socjalizm) jako ideologię sytuującą się na skrajnej prawicy. Timothy Snyder widzi w faszyzmie i nazizmie „nową odmianę europejskiej prawicy”. Różne odmiany faszyzmu charakteryzuje się jako skrajnie prawicowe ze względu na przekonanie ich zwolenników i ideologów, jakoby to określona grupa ludzi była lepsza od innej i miała prawo dominować nad innymi grupami, które są, jej zdaniem, gorsze. Za prawicowy uważany jest też ze względu na społeczny konserwatyzm i autorytarne przeciwstawienie się egalitaryzmowi. Również współczesne kontynuatorki faszyzmu (neonazizm i neofaszyzm) są zaliczane do prawicy.
Niektórzy autorzy uważają, że faszyzmu nie da się umieścić w konwencjonalnym podziale lewica-prawica lub uznają go za ideologię eklektyczną. Paxton podkreśla, że faszyści włoscy nie zwracali uwagi na podział na prawicę i lewicę. Ich odpowiedzią na niego było twierdzenie, że nie są „ani prawicą, ani lewicą” – zjednoczyli naród i uczynili stare podziały przestarzałymi. Jeszcze inni historycy uważają faszyzm za rewolucyjną doktrynę centrową, mieszającą filozofię lewicy i prawicy.
Według Zeeva Sternhella faszyzm włoski powstał w wyniku fuzji ruchów nacjonalistycznych, w szczególności francuskiego (Akcja Francuska, Maurice Barrès, Édouard Drumont, Charles Maurras) i włoskiego (Enrico Corradini) oraz syndykalizmu rewolucyjnego (Georges Sorel). Z obu nurtów faszyzm przejął silny charakter kolektywistyczny i przekonanie o konieczności walki z burżuazją, choć nieco inaczej rozumianą przez każdy z nich. Roger Griffin napisał, że na faszyzm wpłynęły zarówno poglądy prawicowe i lewicowe, jak i konserwatywne i antykonserwatywne, racjonalne i antyracjonalne oraz narodowe i ponadnarodowe.
W kręgach prawicowych istnieje też pogląd o lewicowości faszyzmu. Nawet zwolennicy tezy o lewicowości faszyzmu zdają sobie sprawę z tego, że są w mniejszości.

### Faszyzm a religia

#### Kościół katolicki a faszyzm
Kontrowersje budzi stosunek Kościoła Katolickiego do ruchów faszystowskich. Już podczas swojej pierwszej kadencji w parlamencie Mussolini wygłosił przemowę, podczas której zapowiedział, że doprowadzi do rechrystianizacji Włoch i stworzy katolickie państwo. Krótko po tym wprowadzono obowiązkowe nauczanie religii katolickiej do szkół podstawowych. Z czasem rozszerzono obowiązek na szkoły średnie. W 1929 Mussolini doprowadził do podpisania traktatów laterańskich, które uznały niezależność i niepodległość Watykanu. Z tej okazji duchowni w całym kraju nakazali bić w dzwony na jego cześć. W 1929 roku papież Pius XI wezwał, aby głosować w wyborach na faszystów. Jednocześnie zażądał, aby z list wyborczych usunąć Żydów i wolnomularzy. Za mobilizację wyborców w trakcie głosowania byli odpowiedzialni m.in. proboszczowie. Od tego czasu księża byli stałą częścią faszystowskiego ruchu młodzieżowego. Na cztery miliony członków takich organizacji było dwa i pół tysiąca kapelanów. Imprezy faszystowskie rozpoczynały się od nabożeństwa z udziałem księży lub biskupów. Historyk Piers Brendon posunął się do stwierdzenia, że „Kościół katolicki we Włoszech stał się w zasadzie skrzydłem modlitewnym Narodowej Partii Faszystowskiej”. Niemniej jednak papież, w wydanej w 1929 encyklice Divini illius Magistri (o chrześcijańskim wychowaniu młodzieży), poddał krytyce faszystowski program wychowania. W trakcie wojny włosko-etiopskiej duchowni popierali działania rządu faszystowskiego. W radiu emitowano kazanie kard. Alfreda Ildefonsa Schustera, w którym ten określił inwazję na afrykański kraj jako „wspólną misję” Kościoła i władz. Z okazji zwycięstwa nad Etiopią zorganizowano nabożeństwa w kościołach. Dwa miliony obywateli wzięło w nich udział. W 1939 Pius XII pogratulował Francisco Franco zwycięstwa w wojnie domowej w Hiszpanii.
Kontrowersje budzą stosunki Piusa XI z Niemcami, przez co jest oskarżany o to, że nie potępił reżimu nazistowskiego i prześladowania Żydów. Encyklika Mit brennender Sorge z 14 marca 1937 roku odczytana w 11 000 niemieckich kościołów, zawiera aluzje, które mogą być interpretowane jako odniesienia do faszyzmu, nazizmu i totalitaryzmu zrównanego z bałwochwalstwem. Stanowisko Watykanu w czasie II wojny światowej, gdy papieżem był już Pius XII, rozpoczęło się od słabego potępienia inwazji na Polskę (kraju z większością katolicką), brak wyrazistego stanowiska i prób mediacji był interpretowany jako ciche wsparcie Niemiec. Postawa ta spowodowała pewne problemy w późniejszych relacjach między Watykanem a Izraelem. Po klęsce państw Osi, wielu faszystowskich zbrodniarzy wojennych uciekło za pośrednictwem księży katolickich (korzystając z paszportów watykańskich lub przebranych za duchownych) do Szwajcarii i Argentyny. W 1998 roku papież Jan Paweł II skrytykował stanowisko Watykanu w okresie Holokaustu, prosząc o przebaczenie. Jednocześnie bronił postawy Piusa XII, którego proces beatyfikacji rozpoczął się w tym samym czasie.
W Polsce już w 1924 ks. Józef Lubelski stwierdził, że „Za objaw egoizmu narodowego trzeba uważać włoski faszyzm i niemiecki narodowy socjalizm”. Jego praca była opatrzona imprimatur kurii lwowskiej.

#### Protestantyzm a faszyzm
Kościół katolicki we Włoszech namawiał faszystów do ograniczenia wpływów protestantów. Policja zabraniała się im spotykać w miejscach publicznych. Dozwolone były za to modlitwy w domu.
Od 3000 do 17 000 pastorów luterańskich było członkami pronazistowskiego ruchu Chrześcijan Niemieckich (1932) i Kościoła Ewangelickiego Rzeszy (1933) prowadzonego przez biskupa Ludwiga Müllera. Część duchownych pozytywnie przyjmowało prąd antysemickiego pozytywnego chrześcijaństwa. Inni duchowni przyjęli stanowisko krytyczne (Dietrich Bonhoeffer za swój opór względem reżimu nazistowskiego trafił do obozu koncentracyjnego), a w niemieckim Kościele ewangelickim działał antyfaszystowski Kościół Wyznający. Martin Niemöller, jeden z czołowych opozycjonistów wywodzących się z duchowieństwa, wygłosił słynną mowę (istnieje kilka wersji, oprócz wspomnianych teolog mógł też wymienić inne grupy, m.in. nieuleczalnie chorych, Świadków Jehowy, mieszkańców okupowanych krajów, katolików, szkoły, prasy i Kościoła): Kiedy przyszli po Żydów, nie protestowałem. Nie byłem przecież Żydem. Kiedy przyszli po komunistów, nie protestowałem. Nie byłem przecież komunistą. Kiedy przyszli po socjaldemokratów, nie protestowałem. Nie byłem przecież socjaldemokratą. Kiedy przyszli po związkowców, nie protestowałem. Nie byłem przecież związkowcem. Kiedy przyszli po mnie, nikt nie protestował. Nikogo już nie było.

## Historia

### Kształtowanie się ruchu
Ideologiczne korzenie faszyzmu sięgają lat 80. XIX wieku, szczególnie tzw. fin de siècle. Założenia tego okresu wpłynęły na faszyzm poprzez sprzeciw wobec panującego w filozofii i nauce materializmu, racjonalizmu oraz pozytywizmu, a także wobec demokracji i burżuazyjno-liberalnego społeczeństwa. Różnorodne nurty rozwijające się w okresie fin de siècle wynosiły ponad nie emocjonalność, irracjonalizm, subiektywizm i witalizm, uważały, że cywilizacja znajduje się w okresie kryzysu. Perspektywa fin de siècle wpłynęła na szereg poglądów, pewien wpływ na faszystów zdobyły koncepcje twórcy współczesnego rasizmu, Arthura de Gobineau. Innym z przedstawicieli tego okresu był psycholog Gustave Le Bon, który był zagorzałym krytykiem socjalizmu i syndykalizmu i propagatorem poglądów nacjonalistycznych i rasistowskich. Na faszyzm wpłynęły też filozofia Fryderyka Nietzschego, rosyjskiego filozofa Fiodora Dostojewskiego będącego zwolennikiem poglądów nacjonalistycznych, religijnych i monarchistycznych oraz przeciwnika racjonalizmu, Henriego Bergsona. Nowe teorie psychologii społecznej i politycznej odrzucały ludzkie zachowania jako regulowane przez racjonalny wybór. Nietzsche zaatakował „mentalność stada” chrześcijaństwa, demokracji i nowoczesnego kolektywizmu, oraz promował koncepcję Nadczłowieka (wykorzystaną przez nazistów). Bergson zakwestionował marksizm, odrzucał procesy materializmu i determinizmu, uważał, że instynkt (który miał być przeciwieństwem odrzuconego przez niego racjonalizmu) oparty jest na wolnym wyborze. Duży wpływ miały odwołania darwinizmu społecznego do nacjonalizmu.

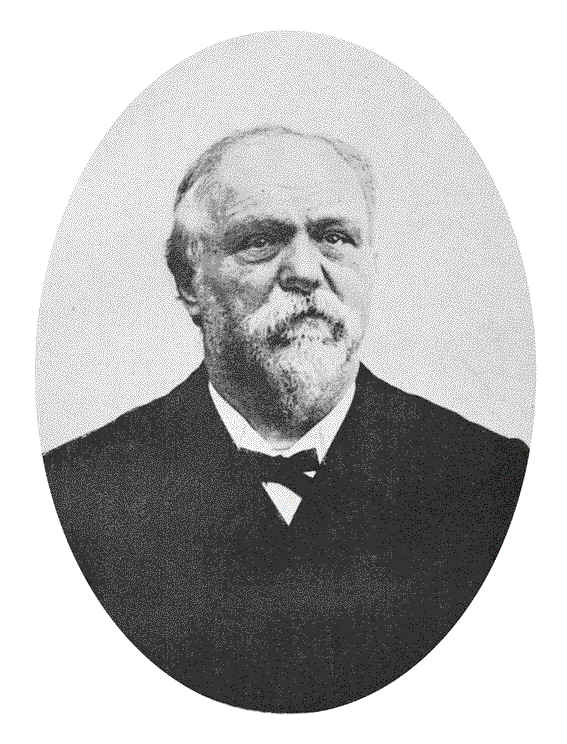
Georges Sorel, twórca antymarksistowskiego i antysocjalistycznego narodowego syndykalizmu

Na koncepcje autorytarne faszyzmu wpłynął Gaetano Mosca, który był zwolennikiem rządów małej liczby osób, osobiście Mosca stał się przeciwnikiem rządów faszystów we Włoszech. Rewolucyjny syndykalista Georges Sorel wpłynął na metody działania ruchu – uważał on, że w polityce potrzebne jest użycie siły. Sorel w swojej pracy The Illusions of Progress potępił demokrację. W 1909 roku, po strajku generalnym we Francji, Sorel i jego zwolennicy z pozycji lewicowych przeszli na pozycje skrajnej prawicy, starając się połączyć poglądy syndykalistyczne z francuskim patriotyzmem i wojującym katolicyzmem. W 1910 roku Sorel ostatecznie ogłosił swoje rozstanie z socjalizmem, a w 1914 roku, odwołując się do Benedetto Croce (współpracownika Gaetano Mosca) stwierdził, że socjalizm jest martwy i nastąpił rozkład marksizmu. Sorel na początku 1910 roku stał się zwolennikiem Charles’a Maurras’a, lidera ugrupowania Akcja Francuska, reakcyjnego polityka głoszącego hasła klerykalne, nacjonalistyczne i monarchistyczne. Poglądy Maurassa wpłynęły na Sorela, a wkrótce łączone były reakcyjne poglądy Maurras’a i nacjonalistyczno-syndykalistyczne poglądy Sorela, mające być środkiem przeciwdziałania demokracji. Charles Maurras, którego filozofia wpłynęła na faszyzm, promował to co nazwał nacjonalizmem integralnym, wzywał do jedności narodu i podkreślał, że zapewnić to może silny monarcha. Maurras uważał, że demokracja to mistyfikacja woli ludu, która tworzy bezosobowy podmiot zbiorowy. Postać monarchy miała być uosobieniem zjednoczenia narodu i jego suwerenności. Integralny nacjonalizm został przez faszystów wyidealizowany i zmodernizowany, pozbawiając go elementów monarchizmu charakterystycznych dla skrajnie reakcyjnych poglądów Maurras’a.
Połączenie nacjonalistycznego monarchizmu Maurras’a i narodowego syndykalizmu Sorela reprezentował włoski nacjonalista Enrico Corradini, lider i założyciel powstałej w 1910 roku skrajnie prawicowej partii o nazwie Zrzeszenie Włoskich Nacjonalistów. Corradini mówił o potrzebie utworzenia ruchu narodowo-syndykalistycznego, na czele którego stać mają elitarni arystokraci i antydemokraci. Corradini był zwolennikiem imperializmu, który miał posłużyć Włochom do pokonania potęgi Francuzów i Brytyjczyków. Założona przez niego prawicowa ZWN uważała, że zacofanie gospodarcze Włoch spowodowane było korupcją w klasie politycznej, liberalizmem i podziałami spowodowanymi przez socjalizm. Partia zyskała poparcie wśród konserwatystów, katolików i środowisk biznesowych. Włoscy narodowi syndykaliści odrzucili burżuazyjne wartości, za które uważali demokrację, liberalizm, marksizm, internacjonalizm i pacyfizm, promowali heroizm, witalizm i użycie przemocy. ZWN uważała, że liberalna demokracja nie jest zgodna z regułami nowoczesnego świata, który potrzebuje silnego państwa i imperializmu, twierdząc, że ludzie są z natury drapieżni, a narody toczą ciągłą walkę, w której przetrwać mogą tylko najsilniejsi.

### Powstanie ruchu we Włoszech
Po wybuchu I wojny światowej w sierpniu 1914 roku Włosi byli podzieleni w sprawie wojny. Włoska Partia Socjalistyczna ze względu na internacjonalizm była przeciwna wojnie. Część rewolucyjnych syndykalistów poparła interwencję przeciw reakcyjnym Niemcom i Austro-Węgrom, których pokonanie, miało według nich zapewnić sukces socjalizmu. Nacjonaliści na czele z Corradinim ze względu na nacjonalistyczną perspektywę uważali, że Włosi powinni pokonać Niemców. Początki włoskiego faszyzmu wynikają z tego rozłamu w społeczeństwie włoskim, podwaliny ruchu stworzył nacjonalista Angelo Oliviero Olivetti który był zwolennikiem interwencjonizmu, w październiku 1914 roku utworzył on Związek Działań Międzynarodowych, zachęcający do udziału Włoch w wojnie przeciwko Niemcom. Benito Mussolini został odwołany ze stanowiska redaktora naczelnego pisma PSI, Avanti! ze względu na jego prowojenne stanowisko, Mussolini agitował na rzecz udziału Włoch w wojnie po stronie Ententy. Jak się później okazało, Mussolini pobierał opłaty od francuskiego rządu za szerzenie propagandy prowojennej, a pieniądze dostarczali mu bezpośrednio francuscy działacze polityczni. Termin „faszyzm” został użyty po raz pierwszy w 1915 roku, przez członków ruchu Faszystowskiej Akcji Rewolucyjnej.
Mussolini oskarżał socjalistów za dogmatyczne stanowisko w grudniu 1914 roku i za związek PSI z marksizmem, który według Mussoliniego był nieaktualny. Mussolini sporządził nawet listę działaczy, dla których od góry wyrażał podziw, na samym dole znaleźli się ci którzy zostali przez Mussoliniego potępieni, wśród nich znalazł się Karol Marks. Pierwsze spotkanie nacjonalistycznej Faszystowskiej Akcji Rewolucyjnej odbyło się 24 stycznia 1915 roku. Próby organizacji szerszego ruchu spotykały się z niepowodzeniem z powodu nękań ze strony władz i socjalistów. Różnice między socjalistami a uczestnikami nowego ruchu doprowadziły do przemocy politycznej. Faszyści uważali wojnę światową za wprowadzenie do rewolucyjnych zmian w dziedzinie państwa, społeczeństwa i technologii. Wraz z nadejściem wojny totalnej i mobilizacji mas porzucili oni rozróżnienie między cywilami a żołnierzami, przyjmując model „społeczeństwa wojskowego”, w którym wszyscy obywatele w czasie wojny mieli brać w jakiś sposób udział w działaniach zbrojnych. Faszyści uważali, że zorganizowanie państwa zdolnego do mobilizacji milionów ludzi i wspierania żołnierzy na linii frontu zatriumfowało nad mitem postępu i erą liberalizmu.
Kolejnym wydarzeniem, które wpłynęło na rozwój faszyzmu, była rewolucja rosyjska w 1917 roku. Mussolini początkowo poparł rewolucję, jednak po dojściu do władzy bolszewików uznał Lenina za nową wersję cara Mikołaja. Po wojnie faszyści prowadzili swoją kampanię w oparciu o antymarksizm. Różnice między antyinterwencyjnymi marksistami i prointerwencyjnymi faszystami były nie do pogodzenia, faszyści przedstawiali się jako antymarksiści i przeciwieństwo marksizmu. Benito Mussolini w 1919 roku skonsolidował ruch faszystowski tworząc Związki Kombatanckie, mające zwalczać socjalizm. W swoim oświadczeniu Mussolini stwierdził, że prowadzi wojnę przeciwko socjalistom, dlatego że są oni przeciwko nacjonalizmowi. W 1919 roku faszyści stworzyli Manifest Faszystowski. Na powstanie i treść manifestu duży wpływ miał Alceste De Ambris, lider Unii Syndykalistycznej Milanu, który uważał, że wojna światowa zahamuje idee powstałe w wyniku rewolucji francuskiej. Został on zaprezentowany w dniu 6 czerwca 1919 roku w nacjonalistycznej gazecie Il Popolo d’Italia. Manifest popierał stworzenie systemu korporacjonistycznego oraz oferował serię populistycznych reform gospodarczych. Manifest wezwał do utworzenia faszystowskich bojówek, nacjonalizacji przemysłu zbrojeniowego i konkurencyjnego kursu polityki zagranicznej. Kolejnymi wydarzeniami, które wpłynęły na faszystów, były działalność nacjonalistycznego polityka Gabriele D’Annunzio i proklamowanie przez niego w spornym regionie (regionu domagały się zarówno Włochy i Jugosławia) Fiume, Regencji Carnaro, oraz utworzenie w 1920 roku Karty Carnaro. Zakładająca utworzenie systemu korporacyjnego karta miała być konstytucją powołanego przez Annunzio państwa. Wielu faszystów uznało kartę za idealną konstytucję faszystowskich Włoch. Konflikt między Regencją Carno a Jugosławią doprowadził do prześladowania przez faszystów włoskich Słowian południowych, zwłaszcza Słoweńców i Chorwatów.
W 1920 roku Włochy ogarnęła seria strajków robotników przemysłowych, lata 1919 i 1920 ze względu na lewicowe wystąpienia w tym okresie, znane były jako „czerwone lata”. Mussolini i faszyści wykorzystali tę sytuację aby sprzymierzyć się z przedsiębiorcami przemysłowymi i atakować robotników i chłopów w imię zachowania porządku i pokoju wewnętrznego we Włoszech. Faszyści uważali strajkujących pracowników za ich głównego wroga, socjalistów. Faszyści i tradycyjna włoska prawica znalazły wspólną płaszczyznę; traktowały pogardliwie marksizm, dyskredytowały idee świadomości klasowej i wierzyły w elitaryzm. Faszyści w czasie kampanii antysocjalistycznej sprzymierzyli się z konserwatystami aby wspólnymi siłami zniszczyć Włoską Partię Socjalistyczną i zaangażować się w pracę nad zwiększeniem znaczenia tożsamości narodowej nad tożsamością klasową. Faszyzm chciał zyskać poparcie konserwatystów dokonując poważnych zmian w swoim programie politycznym, porzucono poprzednio praktykowane świeckość, republikanizm, populizm gospodarczy zastępując je postulatami wolnorynkowymi, prokościelnymi i monarchistycznymi. Faszyści promowali wartości rodzinne, w tym politykę mającą na celu zmniejszenie liczby kobiet w pracy, odtąd kobiety miały stać się matkami. Faszyści zakazali literatury na temat antykoncepcji, a w 1926 roku podnieśli kary za aborcję, określając aborcję i antykoncepcję jako zbrodnie przeciwko państwu. Chociaż faszyzm przyjął szereg postulatów charakterystycznych dla reakcjonistów, faszyści starali się utrzymać rewolucyjny charakter faszyzmu, ideolog włoskiego faszyzmu, Angelo Oliviero Olivetti mówił: „Faszyzm chciałby być konserwatywny, ale będzie [nim] przez bycie rewolucjonistą”. Faszyści ograniczyli rewolucyjne postulaty, zapewniając równowagę, która pozwoliła odwoływać się do zarówno do konserwatystów, jak i syndykalistów. Antykomunizm faszyzmu na początku lat 20. przyniósł mu również poparcie części włoskich środowisk wolnomularskich.
Od samego początku doniosłe znaczenie w faszyzmie mieli dawni przedstawiciele syndykalizmu i socjalizmu. Przed przejściem faszyzmu w prawą stronę, faszyzm był małym, miejskim ruchem w północnych Włoszech, który liczył około tysiąca członków. Po przybraniu kursu w prawą stronę, członkostwo w ruchu faszystowskim w 1921 roku, wzrosło do około 250 tysięcy. Począwszy od 1922 roku, faszystowskie oddziały paramilitarne w okupowanych przez siebie miastach, przybrały strategię atakowania socjalistycznych biur i domów socjalistów zajmujących kierownicze stanowiska. Faszystom udało się zająć kilka miast na północy Włoch. Bojówkarze faszystowscy zaatakowali siedzibę katolickich i socjalistycznych związków zawodowych w Cremonie i narzucili przymusową italianizację niemieckojęzycznej ludności w Trydencie i Bolzano. Po zdobyciu tych miast, faszyści zaplanowali zajęcie Rzymu. W dniu 24 października 1922 roku, w Neapolu odbył się coroczny kongres partii faszystowskiej. Mussolini nakazał faszystowskim bojówkom, czarnym koszulom, aby przejęły kontrolę nad budynkami publicznymi i pociągami w trzech punktach wokół Rzymu. Faszystom udało się przejąć kontrolę nad kilkoma urzędami pocztowymi i pociągami w północnych Włoszech, podczas gdy włoski rząd, na czele z koalicją lewicową, był wewnętrznie podzielony i nie reagował na faszystowskie zaczepki. Król Wiktor Emanuel III postrzegał kryzys jako ryzyko rozlewu krwi w Rzymie, król postanowił mianować Mussoliniego na premiera Włoch. Mussolini przybył do Rzymu w dniu 30 października aby z rąk króla przyjąć nominację na urząd. Faszystowska propaganda ogłosiła to wydarzenie marszem na Rzym.
Po nominacji na premiera, jako że faszyści nie mieli większości, Mussolini utworzył rząd koalicyjny. Rząd faszystów początkowo realizował liberalną politykę ekonomiczną pod kierownictwem liberalnego gospodarczo, faszystowskiego ministra finansów Alberto De Stefaniego. Rząd zrównoważył budżet poprzez głębokie cięcia służby cywilnej. Początkowo rząd ograniczył też represyjne działania policji. Faszyści rozpoczęli próbę utrwalenia faszyzmu poprzez uchwalenie ustawy Acerbo, która w praktyce zapewniała faszystom większość miejsc w parlamencie, w myśl ustawy każda partia lub koalicja, która otrzyma w wyborach 25% lub więcej głosów zdobywa więcej mandatów. Dzięki polityce zastraszania i przemocy, lista faszystów zdobyła większość głosów. Po wyborach bojówka faszystowska porwała, a następnie zamordowała socjalistycznego polityka, Giacomo Matteottiego. Morderstwo doprowadziło do odejścia z parlamentu liberalnej i lewicowej mniejszości, co znane jest jako secesja awentyńska. 3 stycznia 1925 roku, Mussolini skierował do zdominowanego przez faszystów parlamentu przemowę w której przyznał, że był odpowiedzialny za morderstwo, jednak upierał się, że nie zrobił nic złego. Mussolini ogłosił się dyktatorem Włoch, ustanowił pełną odpowiedzialność rządu w stosunku do jego osoby i ogłosił dymisję parlamentu. Od 1925 do 1929 roku, faszyści na stałe zakorzenili swój system. Posłom opozycji odmówiono dostępu do parlamentu, wprowadzono cenzurę, a w wyniku dekretu wydanego w grudniu 1925 roku, Mussolini odpowiadał wyłącznie przed królem.
W 1929 roku ustrój faszystowski zyskał poparcie polityczne i błogosławieństwo Kościoła katolickiego po tym, jak reżim podpisał z Kościołem konkordat, zwany jako traktaty laterańskie. W wyniku traktatów Włochy przyznały suwerenność państwu papieskiemu i wydały Kościołowi rekompensatę finansową za zajęcie ziem kościelnych przez liberalny rząd włoski w XIX wieku. Reżim faszystowski utworzył we Włoszech gospodarczy system korporacyjny, w 1925 roku utworzono pakt Palazzo Vidioni, w którym stowarzyszenie włoskich pracodawców Confindustria i faszystowskie związki zawodowe zgodziły się reprezentować się jako jedyni przedstawiciele włoskich pracowników i pracodawców, tym samym eliminując niefaszystowskie związki. Rząd utworzył ministerstwo korporacji, które podzieliło gospodarkę na 22 sektory przemysłowych korporacji i zakazał strajków pracowniczych. W 1927 roku, utworzono Kartę Pracy, która ustanowiła prawa i obowiązki pracownicze, utworzono trybunały mające rozstrzygać spory między pracownikami a pracodawcami. W praktyce korporacje sektorowe były w dużej mierze kontrolowane przez reżim i faszystowskie organizacje pracownicze, które same w sobie rzadko kiedy prowadzone były przez samych pracowników, a w praktyce zarządzali nimi działacze powołani przez partię.
W latach 20., Włochy prowadziły agresywną politykę zagraniczną, która obejmowała atak na grecką wyspę Korfu, rozszerzenie terytorium Włoch na Bałkanach, plany wojny przeciw Turcji i Jugosławii, próby doprowadzenia w Jugosławii do wojny domowej, poprzez wspieranie chorwackich i macedońskich separatystów, objęcie Albanii protektoratem Włoch, co zostało osiągnięte w 1927 roku. W odpowiedzi na bunt we włoskiej kolonii, Libii, faszyści porzucili prowadzoną przez poprzednie rządy liberalną politykę kolonialną, opierającą się na współpracy z lokalnymi liderami. Zamiast tego, twierdząc, że Włosi są rasą nadrzędną, pozbawiono praw „gorszych” Afrykanów, dążono do osiedleniu w Libii od 10 do 15 milionów Włochów. W efekcie agresywnej kampanii pacyfikacyjnej Libii, w tym masowych mordów przy korzystaniu z obozów koncentracyjnych i wywołaniu głodu, zginęły tysiące osób. Władze włoskie zobowiązały się do przeprowadzenia czystek etnicznych, wydalono 100 000 Beduinów, połowę ludności Cyranejki, na ich miejsce do kolonii przybyć mieli włoscy osadnicy.
Marsz na Rzym przyniósł faszystom międzynarodową uwagę. Jednym z pierwszych wielbicieli włoskich faszystów był Adolf Hitler, który wraz z niemieckim bohaterem wojennym, Erichem Ludendorffem, w listopadzie 1923 roku, dokonał nieudanego puczu w Monachium. Pucz wzorowany był na marszu na Rzym, przeprowadzonym przez włoskich faszystów.

### Rozwój faszyzmu poza Włochami, wojna światowa
Wydarzenia Wielkiego Kryzysu spowodowały gwałtowny wzrost poparcia dla faszyzmu i powstanie kilku faszystowskich reżimów, które przyjęły tę politykę. Najważniejszym z nowo powstałych reżimów faszystowskich był reżim nazistowski w Niemczech, na czele z Adolfem Hitlerem. Naziści doszli do władzy w 1933 roku, zlikwidowali przyjęty w Niemczech model liberalnej demokracji i zmobilizowali kraj do wojny przeciwko innym państwom. W latach 30., hitlerowcy realizowali politykę rasistowską, która świadomie dyskryminowała i pozbawiała praw obywatelskich Żydów i inne mniejszości.
Ruchy faszystowskie rosły w siłę w innych państwach europejskich. W 1932 roku premier Węgier Gyula Gömbös został faszystą i starał się utrwalić autorytarne rządy Partii Jedności Narodowej; rząd prowadził gospodarkę w stylu korporacyjnym oraz prowadził politykę roszczeń w stosunku do sąsiadów Węgier. Po 1933 roku w Rumunii wzrosła rola faszystowskiego ruchu Żelaznej Gwardii, której udało się zdobyć reprezentację w rządzie rumuńskim, a członkowie organizacji zamordowali liberalnego rumuńskiego premiera Iona Duca. We Francji w czasie kryzysu 6 lutego 1934 roku, kraj znalazł się w okresie największego zawirowania politycznego od czasu sprawy Dreyfusa. W czasie jego trwania francuskie grupy skrajnej prawicy wznieciły w Paryżu bunt przeciwko francuskiemu rządowi, rozpętując tym samym falę przemocy politycznej. W Europie istniało wiele parafaszystowskich rządów, które w czasie Wielkiego Kryzysu zapożyczyły z faszyzmu wiele elementów, do państw takich zalicza się Grecję, Litwę, Jugosławię, czy nawet Polskę.
Ruchy faszystowskie pojawiły się również w Ameryce, w Brazylii pewną popularność zdobył ruch brazylijskiego integralizmu prowadzony przez Plínio Salgado. Liczba członków ruchu integralistycznego osiągnęła 200 tysięcy członków. Ruch został zdławiony przez rząd Getúlio Vargasa w 1937 roku, gdy integraliści dokonali nieudanego zamachu stanu. W latach 30. w Chile działał Narodowosocjalistyczny Ruch Chile, tamtejszym narodowym socjalistom udało się zdobyć miejsca w parlamencie w Chile, w 1938 roku organizacja dokonała nieudanej próby zamachu stanu.
W czasie Wielkiego Kryzysu Mussolini promował politykę interwencji państwa w gospodarkę. We Włoszech założono Instytut Odbudowy Przemysłowej, przedsiębiorstwo mające wesprzeć włoską politykę dążenia do autarkii oraz zmaksymalizować produkcję zbrojeniową. Polityka zmierzania do autarkii nie zapewniła Włochom gospodarczej niezależności. Podobny program realizowano w nazistowskich Niemczech. Reżimy Włoch i Niemiec realizowały program terytorialnego ekspansjonizmu. Mussolini dążył do dominacji Włoch na morzu śródziemnomorskim i zabezpieczenia dostępu Włoch do Atlantyku, region morza śródziemnomorskiego i czerwonego miał stać się Spazio Vitale, czyli przestrzenią życiową Włochów. Hitler chciał natomiast poszerzyć niemiecki Lebensraum, czyli przestrzeń życiową, w Europie Wschodniej i ZSRR, która miałaby zostać skolonizowana przez Niemców. Ekspansjonizm Niemców i Włochów nasilił się na przełomie lat 1935–1939. W 1935 roku Włochy zaatakowały Etiopię, przez co zostały wykluczone z Ligi Narodów i skazane na powszechną izolację dyplomatyczną. W 1936 roku Niemcy remilitaryzowali region przemysłowej Nadrenii, region ten na mocy traktatu wersalskiego miał zostać strefą zdemilitaryzowaną. W 1938 roku Niemcy z pomocą Włoch włączyli Austrię w skład III Rzeszy. Kolejną ofiarą żądań Niemców stała się Czechosłowacja, w wyniku układu monachijskiego Niemcy zyskali Sudety, wkrótce potem Niemcy zajęli resztę Czech, na Słowacji utworzyli totalitarne państwo faszystowskie, na czele którego stał ksiądz Jozef Tiso, fragment Czechosłowacji oddano sojusznikom Niemiec, Węgrom. W tym samym czasie w okresie między 1938 a 1939, Włosi domagali się ustępstw terytorialnych ze strony kolonii Francji i Wielkiej Brytanii, a reżimowi Mussoliniego udało się zająć już wcześniej podporządkowaną Albanię. W 1939 roku Niemcy szykowali się do zajęcia Polski, po nieudanych próbach zajęcia terytoriów Polski środkami dyplomatycznymi i zdecydowanej odmowie polskiego rządu, Niemcy dokonali zbrojnej inwazji na Polskę.
Inwazja niemiecka na Polskę została potępiona przez Wielką Brytanię, Francję oraz ich sojuszników, którzy wypowiedzieli wojnę Niemcom. W 1940 roku Mussolini dołączył do Niemiec wypowiadając wojnę aliantom. Mussolini zaczekał z wypowiedzeniem wojny aż do czasu nieuchronnej porażki Francji. Włochy uzyskały w ten sposób fragment terytoriów przygranicznych z Francją, a następnie skoncentrowały swoje wojska na ofensywie na brytyjski Egipt, gdzie stacjonowały nieliczne wojska Wielkiej Brytanii. Plan niemieckiej inwazji na Wielką Brytanię w 1940 roku, nie powiódł się w wyniku lotniczej bitwy o Anglię, przegranej przez hitlerowców. Porażki Włochów zmusiły Niemców do udzielenia im pomocy. W 1941 roku państwa Osi dokonały inwazji na ZSRR pod kryptonimem plan Barbarossa. W czasie II wojny światowej, europejskie państwa Osi, na czele z nazistowskimi Niemcami, uczestniczyły w zagładzie milionów Polaków, Żydów (holokaust), Romów i innych narodów. Do ludobójstwa dochodziło również w Azji, Japonia dokonywała masakr chińskich cywili.

Symbol Afrykanerskiego Ruchu Oporu

Po 1942 roku, siły Osi zaczęły słabnąć. W 1943 roku, w wyniku inwazji aliantów, Mussolini został aresztowany na rozkaz króla Wiktora Emanuela III, który postanowił zmienić sojusznika i przystąpić do demontażu państwa faszystowskiego. Mussolini został odbity przez wojska niemieckie, faszyści w północnych Włoszech utworzyli w dużym stopniu kontrolowaną przez Niemców Włoską Republikę Socjalną, istniejącą do 1945 roku. Nazistowskie Niemcy w wyniku ofensywy wschodnich i zachodnich aliantów od 1943 roku, systematycznie traciły podbite przez siebie terytoria. 28 kwietnia 1945 roku, Mussolini został schwytany przez włoskich antyfaszystowskich partyzantów i stracony. Wkrótce potem poddał się reżim niemiecki, a kluczowi funkcjonariusze państwa nazistowskiego zostali aresztowani i stanęli przed sądem za zbrodnie przeciwko ludzkości. Po wojnie skompromitowany faszyzm nie odrodził się w dawnych rozmiarach, stopniowo wyłoniły się jednak ruchy neofaszystowskie. Do faszyzmu włoskiego i nazizmu niemieckiego odwołują się marginalne partie, takie jak Narodowodemokratyczna Partia Niemiec, Ruch Społeczny we Włoszech, Amerykańska Partia Nazistowska w USA, Partia Republikanów w Niemczech, partie takie działają także w Wielkiej Brytanii, Belgii, RPA oraz w niektórych krajach Ameryki Łacińskiej.

## Warianty faszyzmu, faszyzm według państw
Doktryna faszystowska została ogłoszona zaraz po I wojnie światowej przez Benito Mussoliniego, który w roku w 1919 założył organizację znaną jako Związki Kombatanckie (Fasci di Combattimento), przekształconą w roku 1921 w Narodową Partię Faszystowską (Partito Nazionale Fascista). Ideologia faszystowska celowo i na dużą skalę odwoływała się do historii. Fascynacja Mussoliniego starożytnym Rzymem była widoczna już w pierwszych latach władzy faszystowskiej. Mussolini był początkowo stylizowany na „dziedzica” polityki Oktawiana Augusta, następnie zaś na jego wcielenie. Duce potrafił w doskonały sposób zaadaptować starożytny nośnik propagandy, jakim były monety. W epoce antyku mennice cesarskie, podporządkowane całkowicie woli panującego, dostarczały społeczeństwu krótkie, jednoznaczne komunikaty, zawarte najczęściej na rewersie monet. Dzięki temu władcy docierali ze swą „ideologią władzy”, do wszystkich niemal warstw, sfer i grup społeczeństwa. Nowożytnym odpowiednikiem monet stały się serie filatelistyczne. Zachowywały one przy tym antyczną tematykę i formę. Mussolini bardzo chętnie korzystał z tego nośnika dla przekazywania komunikatów podkreślających podobieństwa między jego rządami a panowaniem cesarza. Doskonałą ku temu okazję stanowiły dwutysięczne obchody urodzin Augusta i ludzi z jego otoczenia, które przypadały na lata po 1930 roku.
Faszyzmem włoskim inspirował się Adolf Hitler, tworząc w Niemczech ustrój narodowosocjalistyczny. W niemieckiej wersji faszyzmu, czyli narodowym socjalizmie ważnymi elementami były także rasizm, walka z religią lub instrumentalne wykorzystywanie jej, antysemityzm, homofobia i szowinizm, które włoski faszyzm z czasem zaczął przejmować po współpracy Adolfa Hitlera z Benito Mussolinim.
Jako faszystowski jest klasyfikowany reżim gen. Francisca Franco w Hiszpanii. W 1947 roku proklamował on „monarchię katolicką”, w praktyce jednak zachował autokratyczną władzę oraz wprowadził korporacjonistyczną gospodarkę (frankizm). Jako faszystowski przez historyków określany bywa także ustrój Portugalii w okresie dyktatury António Salazara.
Polska ideologia narodowego radykalizmu jest klasyfikowana jako faszystowska. Istniał poza tym szereg ugrupowań faszystowskich, które nie miały styczności z polskimi narodowcami – endecją. Był to między innymi Związek Faszystów czy Pogotowie Patriotów Polskich. Inne jakie można wymienić, to Stronnictwo Faszystów Polskich, Organizacja Faszystów Polskich, Związek Faszystów Polskich i Polska Organizacja Faszystowska. Po roku 1989 do idei faszystowskiej odwoływał się częściowo Polski Front Narodowy rozwiązany w 1995 roku.
Zdaniem niektórych autorów, określenia „faszyzm” w ścisłym jego rozumieniu należy używać dla okresu międzywojennego, przy podkreśleniu, że występował wyłącznie we Włoszech.

### Kraje germańskie
W 1932 roku, w Austrii do władzy doszła koalicja partii prawicowych na czele z Engelbertem Dollfußem. Austriacka Partia Chrześcijańsko-Społeczna i paramilitarna Heimwehr, będące częścią koalicji, utworzyły ponadpartyjny, reżimowy Front Ojczyźniany, mający charakter austrofaszystowski. Dollfuß w marcu 1933 roku rozwiązał parlament na czas nieokreślony i rozpoczął budowę autorytarnego reżimu, zwanego jako Ständestaat. W lutym 1934 roku zdelegalizowano opozycyjną, socjaldemokratyczną Socjalistyczną Partię Austrii. W odpowiedzi na wzrost ruchu nazistowskiego, opowiadającego się za włączeniem Austrii do Rzeszy, w czerwcu 1933 roku zdelegalizowano lokalne NSDAP. W lipcu tego samego roku Dollfuß został zamordowany przez członków partii nazistowskiej. Na stanowisku kanclerza został zastąpiony przez Kurta Schuschnigga, faszystę będącego przeciwnikiem włączenia kraju do Niemiec. Minister spraw wewnętrznych i zastępca kanclerza, Arthur Seyss-Inquart, był zwolennikiem niemieckiej obecności wojskowej w Austrii, a jego polityka przyczyniła się do utraty przez Austrię niepodległości i włączenia kraju do Niemiec hitlerowskich. W Szwajcarii działał prawicowo-antysemicki Szwajcarski Front Narodowy założony w 1930 roku, liderzy partii zamierzali w 1935 roku dokonać zmian konstytucji poprzez referendum, jednak ponieśli klęskę, a ich ruch osłabł. Założony w 1940 roku Szwajcarski Ruch Narodowy służył za parasol działań niemieckich w Szwajcarii.
W 1933 roku w Szwecji powstała Narodowosocjalistyczna Partia Robotników Szwecji, jej założycielem był Sven Olof Lindholm, były członek Partii Narodowo-Socjalistycznej. Sekcja młodzieżowa partii, Ungdom Nordisk, początkowo funkcjonowała według wzoru niemieckiej partii nazistowskiej. Partia identyfikowała się z ideami Otto Strassera (na lewo od Hitlera). Stopniowo zdystansowała się od związków z Niemcami, aby pozbyć się związków z nazizmem. Od 1938 roku działała pod nazwą Szwedzka Jedność Socjalistyczna oraz zmieniła kojarzone z nazizmem symbole partii. Działalność partii była ograniczona w okresie II wojny światowej, kiedy Szwecja była neutralna. Partia rozwiązała się w 1945 roku po ujawnieniu skali holokaustu, a jej działacze utworzyli partię Den Svenske Folksocialisten. W Danii, 16 listopada 1930 roku, założona została Narodowosocjalistyczna Duńska Partia Robotnicza. Partia naśladowała postawy i ideologię niemieckiej partii nazistowskiej. Przywódcą partii był Cay Lembcke, partia miała zaledwie kilkuset zwolenników i marginalny wpływ, czego dowodem był mizerny wynik w wyborach w 1932 roku. W 1933 roku liderem partii został Frits Clausen. Clausen pochodził z Jutlandii, która w czasach jego młodości należała do Cesarstwa Niemieckiego i w czasie wojny służył w armii niemieckiej. Po przyłączeniu regionu do Danii, był zwolennikiem ponownego włączenia tych terenów do Niemiec. Choć partia promowała lojalność wobec duńskiego kościoła i monarchii, podstawą ruchu była Jutlandia zamieszkana w dużym stopniu przez mniejszość niemiecką. W okresie wojny działacze organizacji podjęli się kolaboracji z Niemcami. W czasie okupacji, Niemcy początkowo nie zmienili lokalnego, duńskiego systemu, zachowując rząd koalicyjny. Gdy jednak w 1943 roku odbyły się wybory, które okazały się porażką zwolenników kolaboracji, 29 sierpnia Niemcy rozwiązali rząd i ogłosili stan wojenny. Duńska partia nazistowska została rozwiązana w maju 1945 roku po wyzwoleniu kraju spod okupacji. W Norwegii działała Unia Norweska – Nasjonal Samling na czele z Vidkunem Quislingem, byłym ministrem z ramienia Partii Chłopskiej, będącej wówczas chadeckim ugrupowaniem ludowym. Początkowo partia była konserwatywna i religijna, po 1935 roku zbliżyła się do nazizmu. Partia wykorzystała niemiecką inwazję do dokonania zamachu (9 kwietnia 1940 roku), w wyniku którego udało się ustanowić rząd wojskowy, a rodzina królewska schroniła się w Wielkiej Brytanii, gdzie działał rząd na uchodźstwie. Od 1942 roku do kolaboracyjnego rządu dołączył sam Quisling, a w 1943 roku uzyskał pozycję przywódcy kolaboracyjnego rządu. Ze względu na kolaborację z hitlerowcami, jego nazwisko stało się synonimem „kolaboranta” i było używane jako pejoratywny przymiotnik.
W Belgii dziennikarz Léon Degrelle założył faszystowską organizację Christus Rex. Degrelle był reporterem w Meksyku w czasie trwania tam powstania, w którym powstańcy, zwani cristero, posługiwali się krzykiem „Niech żyje Chrystus Król i Matka Boża z Guadelupe”. Po powrocie z Meksyku do Belgii w 1930 roku władze Kościoła katolickiego powierzyły mu stanowisko dyrektora katolickiego konserwatywnego tygodnika „Christus Rex”. Stopniowo ruch reksistowski rozprzestrzeniał się, głównie w ultrakonserwatywnych, katolickich środowiskach walońskich. Wśród przywódców ruchu znaleźli się: José Streel, Louis Collard i Victor Mathys. We Flandrii w 1933 roku powstał Flamandzki Związek Narodowy. Na czele partii stanął Staf de Clerq. Celem partii było przyłączenie Flandrii do Holandii. Ruch reksistowski w wyborach w 1936 roku uzyskał skromny wynik. Zarówno Flamandzki Związek Narodowy, jak i reksiści popierali totalitaryzm, antysemityzm i podziwiali Hitlera, otrzymując przy tym wsparcie finansowe z Niemiec. W czasie okupacji niemieckiej, przedstawiciele tych formacji utworzyli kolaboracyjne 28 Ochotniczą Dywizję Grenadierów Pancernych SS (1 walońską) Walonnien i Legion Flandryjski. W Holandii działała faszystowska partia polityczna pod nazwą Narodowo-Socjalistyczny Ruch Holenderski. Partia powstała w 1930 roku, a w okresie okupacji niemieckiej partia podjęła się kolaboracji. Jej założycielami byli Narodowo-Socjalistyczny Ruch Holenderski i Cornelis van Geelkerken. Partia opierała swój program na włoskim faszyzmie i niemieckim nazizmie, do 1936 roku nie była zadeklarowanie antysemicka, a wśród jej członków znaleźli się nawet Holendrzy pochodzenia żydowskiego.

### Bałkany
W Rumunii, 24 lipca 1927 Corneliu Zelea Codreanu założył Legion Archanioła Michała, organizację silnie antysemicką i nacjonalistyczną, jej członkowie nosili zielone koszule. Członków i zwolenników ruchu nazywano „legionistami”. W marcu 1930 roku Codreanu utworzył paramilitarne skrzydło ugrupowania, Żelazną Gwardię. Członkowie organizacji pozdrawiali się wykonując salut rzymski, symbolem organizacji był potrójny krzyż, oznaczający więzienne kraty, czyli symbol męczeństwa, krzyż ten czasem określany jest krzyżem Michała Archanioła. Ruch przyciągnął do siebie część przedstawicieli rumuńskich elit, wśród nich znalazł się Mircea Eliade. Ruch Żelaznej Gwardii konkurował z innym z nurtów faszystowskich, ruchem Lăncieri, z którym bojówkarze Żelaznej Gwardii często się ścierali. Członkowie ruchu zdobyli reprezentację w parlamencie, a terroryści skupieni w organizacji zamordowali liberalnego premiera kraju Iona Duca. Sam Codrenau zginął w zamachu zorganizowanym na zlecenie Armanda Călinescu. Po zabójstwie Codreanu, liderem ruchu został Horia Sima. Doszedł on do władzy w 1940 roku, pozostając w ścisłym sojuszu z Ionem Antonescu, zakładając w Rumunii tzw. państwo legionowe. Państwo to było sojusznikiem Niemiec w czasie II wojny światowej. Po klęsce państw Osi, Rumunia stała się demokracją ludową. Faszyzm rumuński stanowił jedną z najbardziej ekstremistycznych gałęzi faszyzmu, wykazywał przy tym zainteresowanie nekrofilią i antysemityzmem. Ideologia faszyzmu rumuńskiego była wariantem nazistowskiej idei „krwi i ziemi”, z uwzględnieniem motywu „kości przodków”.
Na bułgarskiej prawicy, najbliższy tendencjom faszystowskim był Aleksandyr Cankow, stojący na czele reżimu autorytarnego w latach 1923–1934. W 1934 roku został odsunięty od władzy przez konserwatywny i korporacjonistyczny ruch Zweno. Zweno został obalony już rok później po przejęciu władzy przez Borysa III. W czasie rządów cara, Bułgaria zbliżyła się do państw Osi, prowadziła politykę roszczeń terytorialnych, jednak nie wypowiedziała wojny ZSRR. Car zmarł w 1943 roku w niewyjaśnionych okolicznościach. Władzę po Borysie III na krótko objął Cyryl Koburg, który został jednak obalony w 1944 roku, przez koalicję partii zdominowaną przez komunistów, do koalicji należała także Zweno, która przeszła na bardziej umiarkowane pozycje. Cankow stopniowo zaczął się coraz bardziej identyfikować z niemieckim nazizmem, w 1932 roku założył pronazistowski Narodowy Ruch Socjalny, związany z Krajowym Związkiem Bułgarskich Legionów. W 1944 roku Cankow uciekł do Niemiec, gdzie utworzył kolaboracyjny rząd na uchodźstwie.
W Grecji 4 sierpnia 1936 roku powstał reżim na czele z Joanisem Metaksasem. Rząd ten określany był jako reżim 4 sierpnia lub trzecia cywilizacja helleńska (parafraza III Rzeszy). Model ten bywa określany jako faszyzm grecki. Dyktatura ta miała wiele wspólnego z faszyzmem niemieckim i włoskim; salut rzymski, polityka interwencjonizmu, nostalgia za minioną chwałą kraju, klasyczna symbolika, organizacje młodzieżowe w stylu faszystowskim. Były też różnice, na arenie międzynarodowej Grecja sprzymierzyła się z Wielką Brytanią i sprzeciwiała się włoskiej ekspansji na Bałkanach, co spowodowało wojnę grecko-włoską z 1941 roku. Śmierć Metaksasa i zwycięstwo Niemców rozpoczęły okres okupacji kraju. Niemcy próbowali utworzyć kolaboracyjny rząd faszystowski, na czele którego stanął Jeorjos Tsolakoglu. Greccy kolaboranci powołali organizację Bataliony Bezpieczeństwa, zwalczającą lewicową i republikańską partyzantkę ELAS i pozostałe ugrupowania ruchu oporu.
Rozpad Austro-Węgier i uznanie Serbii za jednego ze zwycięzców I wojny światowej, doprowadziły do utworzenia w 1918 roku Królestwa Serbów, Chorwatów i Słoweńców, nazwanego w 1929 roku Królestwem Jugosławii. Obawy Chorwatów przeciwko rzekomej serbskiej dominacji podsycali nacjonaliści na czele z Ante Pavelićem i Branimirem Jeličem, których poglądy prezentowane były przez gazetę Domobran Hrvatski. W 1929 roku rząd zamknął gazetę i zakazał działania wszystkich radykalnych chorwackich grup nacjonalistycznych, które razem z nacjonalistami macedońskimi domagały się niepodległości. Od 1932 roku w Jugosławii działać zaczęła terrorystyczna organizacja ustaszy. Okupacja Chorwacji (od 1941 roku) przez państwa Osi (Włochy i Niemcy) pozwoliła chorwackim faszystom na utworzenie satelickiego Niezależnego Państwa Chorwackiego, totalitarną władzę w państwie sprawowali Ante Pavelić oraz ugrupowanie ustaszy, nominalnie głową państwa był król Tomisław II, wywodzący się z bocznej gałęzi dynastii sabaudzkiej. Ustasze byli odpowiedzialni za ludobójstwo; w czasie swoich rządów dokonywali masowych eksterminacji Żydów, Cyganów i Serbów oraz Chorwatów wyznających prawosławie bądź posądzonych o komunizm. Stosunki ustaszy z serbskimi czetnikami, partyzantką monarchistyczną, antykomunistyczną i skrajnie nacjonalistyczną, pozostawały dwuznaczne. Ustasze zostali rozbici pod koniec wojny, która przyniosła wyzwolenie Jugosławii i rządy Tity. Tysiące ustaszy, w tym Pavelić, znalazło schronienie w Argentynie.

### Europa Środkowo-Wschodnia
Włączenie Sudetów do Niemiec, a następnie rozbiór Czechosłowacji, spowodowały wzmożoną działalność lokalnych ruchów faszystowskich. W Czechach Niemcy utworzyli Protektorat Czech i Moraw, który w praktyce zarządzany był przez niemieckich wojskowych, a na Słowacji powołali satelickie państwo Republikę Słowacji, o ustroju zbliżonym do panującego w III Rzeszy. Władze na Słowacji przejęli ksiądz Józef Tiso i lokalni sympatycy nazizmu skupieni w Słowackiej Partii Ludowej i jej bojówce Gwardii Hlinki. W faszystowskim kraju działały również Partia Niemiecka i Zjednoczona Partia Węgierska, reprezentujące politycznie te mniejszości. Na arenie krajowej najbardziej radykalne nazizujące poglądy wykazywał premier Vojtech Tuka i minister spraw wewnętrznych Aleksander Mach, bardziej umiarkowany od nich był Tiso będący pod wpływem duchownego, katolickiego konserwatyzmu.
W Finlandii w 1929 roku powstało nacjonalistyczne, antykomunistyczne ugrupowanie Ruch Lapua. Jego członkowie uznawali się za spadkobierców Białej Gwardii z okresu fińskiej wojny domowej w 1918 roku, organizacja przejawiała tendencje radykalne i wyraźnie faszystowskie. Jej przywódcy Vihtori Kosola i generał Kurt Martti Wallenius pochodzili z miasta Lapua. Po nieudanej próbie zamachu stanu w 1932 roku ugrupowanie zostało zdelegalizowane. Fińscy faszyści zreorganizowali się w nową partię o nazwie Isänmaallinen kansanliike (Patriotyczny Ruch Ludowy, IKL). Partia ta miała charakter religijno-fundamentalistyczny. Ruch utworzył własną młodzieżówkę, Sinimustat prowadzony przez księdza Eliasa Simojoki. Uczestnicy ruchu wyróżniali się czarnymi koszulami. Ruch wziął udział w wyborach w 1933 roku, startując w sojuszu z Partią Konserwatywną, w 1936 i 1939 roku startował samodzielnie, odnosząc porażkę. W 1938 roku rozpoczęto kolejną próbę delegalizacji ugrupowania, która się jednak nie udała. Na cztery dni przed rozejmem (19 września 1944) między ZSRR a Finlandią, organizacja została zdelegalizowana.
W Estonii w 1929 roku powstała Eesti Vabadussõjalaste Keskliit (Unia Uczestników Wojny o Niepodległość Estonii), jej założycielami byli Andres Larka i Artur Sirk. Ugrupowanie działało jako stowarzyszenie kombatantów i stopniowo stawało się nacjonalistycznym, nieparlamentarnym ruchem politycznym. Członkowie ruchu nosili jednolite mundury i czarne berety. Partia, mimo podobieństwa z faszyzmem i rasizmem, nie miała kontaktów międzynarodowych. W 1933 roku została zakazana w wyniku ogłoszenia stanu wojennego. Później wznowiła działalność i ostatecznie rozwiązana została w 1935 roku. Na Łotwie w latach 30. działało kilka ruchów nacjonalistycznych. Charakteryzował je antysemityzm, antykomunizm i ze względu na pragnienie czystości etnicznej, antygermanizm. W 1932 roku powstał Pērkonkrusts, jego symbolem była swastyka, a jej członkowie nosili szare mundury i czarne berety. Organizacja została rozbita, a jej przywódcy aresztowani po wprowadzeniu autorytarnych rządów prezydenta Kārlisa Ulmanisa. W czasie okupacji niemieckiej, uczestnicy ruchu podjęli się kolaboracji, tworząc m.in. Arājs Commando na czele z Viktorsem Arājsem, kolaboracyjną formację odpowiedzialną za zbrodnie na Żydach. Na Litwie w 1927 roku powstała organizacja Żelazny Wilk, na czele której stanął Augustinas Voldemaras. Organizacja miała sekcję bojówkarską Tautininkai, która używała przemocy wobec przeciwników politycznych. Organizacja została zdelegalizowana w 1930 roku, a w 1934 roku dokonała zamachu na prezydenta Antanasa Smetona. W czasie okupacji niemieckiej wielu jej przywódców kolaborowało z hitlerowcami. W 1941 roku, litewscy faszyści powołali Lietuvos Aktyvistų Frontas, który według ich założeń miał funkcjonować jako marionetkowy rząd Litwy.
Przed rewolucją w 1917 roku w Rosji działała Czarna Sotnia, którą można uznać za organizację przedfaszystowską. Lojaliści carscy wspierani przez zwycięskie mocarstwa I wojny światowej, pozostając w opozycji antybolszewickiej, utworzyli ruch białych. Białym w okresie wojny udało się przejąć kontrolę nad dużymi obszarami Rosji. Program ideowy białych został przyjęty przez dużą część rosyjskich kręgów emigracyjnych (aktywnych głównie w Paryżu i Londynie), opierał się na konserwatyzmie (obrony gospodarczych interesów obszarników i burżuazji oraz religijno-politycznym wsparciu Rosyjskiego Kościoła Prawosławnego), antykomunizmie i antysemityzmie. Dużą rolę grał nacjonalizm sprzeciwiający się proletariackiemu internacjonalizmowi. Staliniści i biali rywalizowali ze sobą na obszarze nacjonalizmu. Z nacjonalistycznych rosyjskich tradycji czerpały kolaboracyjne struktury, takie jak; Ruch Wyzwoleńczy, Rosyjska Armia Wyzwoleńcza i Rosyjska Wyzwoleńcza Armia Ludowa. W Serbii działał kolaboracyjny Rosyjski Korpus Ochronny, składający się z weteranów białych. W Mandżurii w latach 30. i 40. działała Rosyjska Partia Faszystowska, składająca się z białych rosyjskich imigrantów. W tym samym czasie Rosyjska Organizacja Faszystowska działała w Stanach Zjednoczonych.

Flaga węgierskich Strzałokrzyżowców

Po rozwiązaniu Austro-Węgier na Węgrzech na krótko doszło do rewolucji komunistycznej i powstania Węgierskiej Republiki Rad, która upadła na skutek interwencji wojsk Rumunii. W jej miejsce powstało Królestwo Węgier, w którym władze sprawował Miklós Horthy. Był to reżim autorytarny, z silnymi wpływami nacjonalistycznymi i antysemickimi, w czasie II wojny światowej był on sojusznikiem państw Osi. Jednym z ugrupowań faszystowskich na Węgrzech byli strzałokrzyżowcy, organizacja założona w 1935 r. przez Ferenca Szálasiego. Dwa lata później została ona zdelegalizowana z powodu gwałtownej radykalizacji. Na ruch w dużej mierze wpływ mieli proniemieccy ekstremiści, tacy jak Gyula Gömbös. Symbolem członków tego ruchu były zielone koszule. Został restaurowany w 1939 roku i znalazł się pod wyraźnym wpływem modelu niemieckiej partii nazistowskiej. Jej symbolika była wyraźnie inspirowana przez nazistów, partia posługiwała się m.in. swastyką, która zdaniem partii oznaczała rasę aryjską. Strzałokrzyżowcy rządzili Węgrami od 15 października 1944 do stycznia 1945. Rząd ten znany był z fanatycznej nienawiści do Żydów i wspierania planu ostatecznego rozwiązania. Po wojnie Szálasi i inni przywódcy partii zostali osądzeni przez węgierskie sądy i skazani jako zbrodniarze wojenni na karę śmierci.

### Europa Zachodnia i kraje anglosaskie
Skrajna prawica we Francji ma długą tradycję, sięgającą tradycji przywrócenia monarchii w 1814 roku, lęku przed rewolucją proletariacką (doświadczenia Komuny Paryskiej z 1871 roku) i chęci zemsty za porażkę w wojnie francusko-pruskiej, w której Francuzi utracili Alzację i Lotaryngię. Po aferze Dreyfusa na ugrupowania skrajnie prawicowe wpłynęły coraz silniejsze tendencje antysemickie. W 1898 roku powstała, uznawana za przedfaszystowską, Akcja Francuska, znajdująca się pod silnym wpływem Charles’a Maurras’a. Ruch domagał się restauracji francuskiej monarchii i kładł nacisk na katolicyzm. Rolę sekcji młodzieżowej pełniła Camelots du roi. Akcja Francuska była główną siłą, jednak istniały inne ugrupowania; Croix-de-feu, Jeunesses Patriotes, Le Faisceau (pierwsza jawnie faszystowska organizacja), Solidarność Francuska zbliżona do nazizmu. Najbardziej radykalna była terrorystyczna La Cagoule (Comité secret d’action révolutionnaire), która organizowała nawet zabójstwa działaczy lewicowych. Ugrupowanie te powstało w wyniku odejścia grupki niezadowolonych członków Akcji Francuskiej. Wielu członków grupy zostało aresztowanych w 1937 roku, a sama organizacja została zdelegalizowana w 1936 roku przez lewicowy rząd Léona Bluma. W okresie międzywojennym polityka Francji oscylowała między Kartelem Lewicy a Blokiem Narodowym. Rywalizacja wpłynęła na mniejsze grupy, które się radykalizowały, radykalizacja grup skrajnej prawicy doprowadziła do kryzysu 6 lutego 1934 roku, w czasie którego organizacje skrajnie prawicowe wywołały w Paryżu zamieszki. Po porażce Francji w wojnie obronnej z Niemcami, na południu kraju utworzono rząd zbliżony do faszyzmu. Terytorium kraju podzielono na dwie strefy; pierwsza na północy i zachodzie została zajęta przez Niemców, a druga w centrum i na południu trafiła pod administrację marszałka Petaina. Francja Vichy klasyfikowana jest jako reżim czysto totalitarny, choć jej polityka dzieliła się na kilka ugrupowań; istniała ekstremistyczna, faszystowska Francuska Partia Ludowa na czele z Jacqiesem Doriotem, byli neosocjaliści zgrupowani w partii Zgromadzenie Narodowo-Ludowe, klasyczni reakcjoniści z Akcji Francuskiej, technokraci, Chrześcijańscy Demokraci, konserwatywne duchowieństwo. Hasłem rządu Vichy było „Praca, Rodzina, Ojczyzna” będące przeciwieństwem hasła rewolucji francuskiej; „Wolność, Równość, Braterstwo”.
Tzw. katastrofa 1898 roku była dla Hiszpanów porównywalna do frustracji Francuzów z powodu przegranej wojny z Prusami czy emocji towarzyszącym zakończeniu wojny niemiecko-włoskiej. Porażka Hiszpanii spowodowała niekończącą się debatę na temat przyszłości Hiszpanii, podziały na tle społecznym, terytorialnym i religijnym doprowadziły do powstania dwóch Hiszpanii, co w praktyce doprowadziło do wojny w 1936 roku. Kryzys systemu politycznego i ciągłe kryzysy gospodarcze doprowadziły do powstania w 1923 roku dyktatury Miguela Primo de Rivery. De Rivera przyjął program korporacyjny i autarkiczny przypominający włoski faszyzm, w 1925 roku stworzył Unię Patriotyczną, która miała być partią narodową, lecz nie próbował wprowadzić państwa totalitarnego. W czasie rządów Rivery, rządowa Krajowa Organizacja Korporacyjna współpracowała nawet z socjalistyczną Unión General de Trabajadores. Z czasem gdy rząd Rivery coraz mniej spełniał żądania obywateli, powstawać zaczęły opozycyjne grupy intelektualistów i partie republikańskie. Po upadku dyktatury Rivery, powstał rząd przejściowy nazywany dictablanda. Jeszcze w okresie dyktatury Rivery, Ernesto Giménez Caballero zainteresował się ideologią faszystowską. W 1928 roku odwiedził Włochy i stał się zagorzałym zwolennikiem Mussoliniego. Caballero uważał Rzym za stolicę religii i faszyzmu. Po powrocie do kraju zaczął rozprzestrzeniać w kraju poglądy faszystowskie. Z Cabalerro współpracę nawiązał Ramiro Ledesma Ramos. Ramos na miesiąc przed powstaniem w Hiszpanii ustroju republikańskiego, rozpoczął wydawanie nacjonalistycznego tygodnika powszechnego. W trzecim numerze gazety stwierdził on że faszyści muszą w brutalny sposób narzucić Hiszpanom swoje poglądy, kolejny numer, który miał ukazać się 4 kwietnia, został już odwołany przez policję. Okres od powstania Drugiej Republiki Hiszpańskiej (1931) doprowadził do intensyfikacji walki klasowej i politycznej. 4 czerwca Ledesma Ramos w swojej mowie potępił burżuazyjną demokrację parlamentarną i pochwalił totalitarne reżimy Włoch i ZSRR oraz osobę Hitlera. W tym samym roku Ramos założył narodowo-syndykalistyczną organizację Juntas de Ofensiva Nacional-Sindicalista, która stała się pierwszą typowo socjalistyczną organizacją w Hiszpanii. JONS dążyła do wprowadzenia w Hiszpanii rewolucyjnego typu faszystowskiego nacjonalizmu, który mógłby konkurować z ruchami lewicowymi. Grupa ta charakteryzowała się radykalnym nacjonalizmem, wrogością wobec autonomii regionalnej, poparciem dla religii katolickiej i sprzeciwem wobec ruchów socjalistycznych i anarchistycznych.
W 1933 roku José Antonio Primo de Rivera założył Falangę, partię o profilu narodowo-syndykalistycznym. José Antonio choć początkowo był przeciwny używania terminu „faszyzm”, przyjął postulaty faszyzmu włoskiego, popierał autorytaryzm, naśladował i przyjął symbolikę i hasła faszystowskie. W 1934 roku Falanga połączyła się z JONS. W kraju działały również mniejsze ugrupowania faszystowskie, takie jak Partia Pracy Eduarda Aunósa. Inne ugrupowania hiszpańskiej prawicy kładły nacisk na bardziej tradycyjne elementy, takie jak konserwatyzm, klerykalizm, monarchizm; do organizacji takich zalicza się m.in. Hiszpańską Partię Nacjonalistyczną na czele z José Maríą Albiñaną, Blok Narodowy na czele z José Calvo Sotelo czy Tradición y Renovación Española. Większość hiszpańskiej prawicy reprezentowana była przez Konfederację Prawicy Autonomicznej (CEDA) José Maríi il-Robles y Quiñonesa i jej sekcję młodzieżowo-paramilitarną, Juventudes de Acción Popular.
Wojna domowa doprowadziła do zjednoczenia większości partii nacjonalistycznych, na czele z Falangą, w Ruchu Narodowym, który w systemie korporacyjnym miał stać się jedyną partią polityczną i kontrolować wszystkie aspekty życia społecznego (działały sekcje młodzieżowe, kobiece, edukacyjne i rozrywkowe). Polityczny model dyktatury generała Francisco Franco jest określany jako faszyzm, wiejski faszyzm, faszyzm klerykalny, autorytaryzm lub reakcyjny reżim. Reżim ten przyjął model wcześnie zastosowany przez Mussoliniego we Włoszech i Hitlera w Niemczech. W okresie wojny światowej Franco zachował się pragmatycznie i mimo sympatyzowania z członkami Osi, nie wstąpił do sojuszu. Inwazja hitlerowska na ZSRR spowodowała powołanie przez reżim hiszpański Błękitnej Dywizji mającej walczyć u boku innych jednostek kolaboracyjnych przeciwko wojskom ZSRR. Klęska Niemiec doprowadziła Hiszpanię do międzynarodowej izolacji. W Hiszpanii znalazło się wielu faszystowskich przywódców i zbrodniarzy wojennych, którym udało się uciec ze swoich krajów (Degrelle, Pavelic, Otto Skorzeny, Hauke Pattist). Po porażce polityki autarkii i narodowego katolicyzmu, Franco korzystając z trwającej na świecie zimnej wojny, od 1953 roku porzucił politykę izolacji, zbliżając się do USA.
W Portugalii rewolucja z 28 maja 1926 roku doprowadziła do powstania autorytarnego reżimu wojskowego, na czele którego od 1932 roku stał António de Oliveira Salazar. W 1933 roku przyjęto konstytucję, która skoncentrowała moc prezydenta Salazara, jednocześnie utrzymano fikcyjne wybory i dwuizbowość. Okres kolejnych czterdziestu lat nazywany jest jako Estado Novo. W Portugalii powstały zbliżone do faszystowskich organizacje młodzieżowe (Mocidade Portuguesa), organizacje paramilitarne (Legion Portugalski). W gospodarce naśladowano mechanizmy włoskiego korporacjonizmu. W 1932 w kraju powstała oparta na faszystowskich wzorcach partia Narodowi Syndykaliści Francisco Rolão Preto. Salazar i Preto prywatnie byli sojusznikami, jednak stopniowa rywalizacja rządu i partii doprowadziła do jej rozwiązana. W 1935 roku umiarkowani członkowie ruchu sprzeciwiający się dyktaturze zorganizowali nieudany zamach stanu. Preto oskarżył Salazara o ustanowienie reżimu faszystowskiego, został wygnany z kraju, a większość organizacji narodowo-syndykalistycznych została zintegrowana w składzie Unii Narodowej, która od 1934 była jedyną partią biorącą udział w wyborach. W czasie wojny domowej w Hiszpanii Salazar dyskretnie wspierał stronę nacjonalistyczną. Kilka lat po wojnie wygranej przez frankistów, w 1942 roku, nawiązał strategiczny sojusz z reżimem Franco, nazwany Paktem Iberyjskim.
W Wielkiej Brytanii w 1932 roku powstała Brytyjska Unia Faszystów, choć nigdy nie przestała ona być mniejszościowa, brutalnie atakowała Żydów, związkowców i komunistów. Część Unii zwana na wzór włoskich faszystów czarnymi koszulami, została zdelegalizowana w 1936 roku. Cała partia została zdelegalizowana w 1940 roku, a jej przywódca Oswald Mosley na czas wojny został aresztowany. W Irlandii ruchem faszystowskim był Ruch Błękitnych Koszul, składający się z weteranów ruchów niepodległościowych pod dowództwem generała Eoin O’Duffyego. Irlandia w pierwszych latach niepodległości przyjęła tendencje nacjonalistyczne i radykalnie katolickie, choć w czasie wojny światowej pozostała neutralna. W Australii w latach 30. działała organizacja paramilitarna Nowa Gwardia. Organizacja próbowała doprowadzić do obalenia premiera Nowej Południowej Walii, a jej ruch koncentrował się w regionie i jego stolicy, Sidney. W Kanadzie działała Narodowosocjalistyczna Partia Chrześcijańska założona przez Adriena Arcanda w 1934 roku. Organizacja miała własne bojówki zwane niebieskimi koszulami, bojówki dokonywały napaści na działaczy lewicy, imigrantów i członków mniejszości etnicznych. Program partii zakładał pankanadyzm i ultranocjalizm, integrację społeczności anglosaskiej i frankońskiej. Partie charakteryzowały również postulaty antysemickie i podziw dla Hitlera i nazizmu. Partia liczyła kilka tysięcy członków, w szczególności w Quebecu, Albercie i w Kolumbii Brytyjskiej. W 1940 roku została zdelegalizowana razem z mniejszymi grupkami faszystów, takimi jak Kanadyjska Unia Faszystowska i Kanadyjska Partia Nacjonalistyczna. W 1949 roku Arcand ponownie podjął się próby zjednoczenia byłych ruchów faszystowskich, tworząc Partię Jedności Narodowej, która jednak nie osiągnęła sukcesów wyborczych. W Stanach Zjednoczonych w latach 30. działały; Silver Shirts Williama Dudleya Pelleya, German-American Bund Fritza Kuhna, która otwarcie popierała i lobbowała na rzecz nazistowskich Niemiec. Ojciec Charles Coughlin z radia katolickiego głosił silnie antysemickie poglądy i wykazywał swoje poparcie dla nazizmu. George Rockwell powołał marginalną Amerykańską Partię Nazistowską, która w następnych dziesięcioleciach poparła ruch white power i sprzeciwiała się ruchowi praw obywatelskich.

### Azja i Afryka Południowa
Ideologia Japonii z okresu lat 30. i 40. jest często nazywana nacjonalistyczną, imperialistyczną, ekspansywną i militarystyczną, zbliżoną do faszyzmu. W latach 20. i 30. istniały organizacje wojskowe, których celem było ustanowienie totalitarnego rządu wojskowego. Jednym z takich ugrupowań była Kōdō-ha. Wojskowi totalitaryści próbowali przejąć władzę w nieudanych zamachach stanu w 1934 i 1936 roku. Oprócz ruchu wojskowego działał ultranacjonalistyczny ruch intelektualny, Yuzonsha, w którym można znaleźć podobieństwa do europejskich faszystów; ich przedstawiciel Ikki Kita, chciał zreorganizować Japonię w stylu zbliżonym do faszyzmu, innym przedstawicielem ruchu był Kita Okawa, który popularyzował idee nieuniknionego zderzenia cywilizacji japońskiej z Zachodem, a Japonia powinna przyjąć rolę wyzwoliciela i obrońcy Azji. Oboje brali udział w nieudanej próbie zamachu stanu i za to zostali na kilka lat uwięzieni. W 1940 roku powstało Stowarzyszenie Wspierania Władzy Cesarskiej, ruch polityczny, społeczny i militarystyczny zorganizowany przez rząd księcia Fumimaro Konoe. Ugrupowanie sprawowało władze w Japonii do 1945 roku. Celami ugrupowania były budowa nowej Japonii i ustanowienie nowego porządku w Azji Wschodniej. Generał Hideki Tōjō powołał Yokusan Seijikai, a on sam, zwany Hitlerem Dalekiego Wschodu, po nieudanej próbie samobójczej został skazany na śmierć i stracony w 1948 roku. W czasie wojny domowej w Chinach, między nacjonalistami a komunistami, Kuomintang stworzył tajne oddziały mające służyć za siły paramilitarne i tajną policję. Grupy te w pewnym stopniu przypominały faszystów europejskich, z czasem zostały one opisane jako faszyzm konfucjański. Główny ideolog tej ideologii, Li Juangun, był pod wpływem europejskiego faszyzmu i dla identyfikacji się grupy zaproponował używanie niebieskich koszul. Ruchy te były marginalne i rzadko kiedy były kontynuowane po przeniesieniu się rządu Kuomintangu na Tajwan.
Z falangizmu czerpała Falanga Libańska, założona według modelu włoskiego i hiszpańskiego w 1936 roku przez Pierre’a Dżemajela. Skupiała ona chrześcijańskich maronitów. Jednym z głównych elementów Falangi w podzielonym między chrześcijan a muzułmanów Libanie było przywiązanie do religii. Dewizą istniejącej do tej pory partii jest „Bóg, Kraj i Rodzina”. Ideologią partii jest, przeciwstawny arabskiemu nacjonalizmowi, fenicjanizm. Zależność kolonialna od Francji przyniosła Falandze wspólną walkę przeciwko kolonializmowi wraz z sunnickimi muzułmanami. Po odzyskaniu niepodległości w 1948 roku sprzymierzyła się z nowo powstałym państwem Izrael. Partia była przeciwna nowo przybyłym do Libanu uchodźcom palestyńskim. Po kilku rozłamach partia działa do dziś, a na jej czele stoi rodzina Dżemajela.
W Afryce Południowej w 1938 roku powstała afrykanerska Ossewabrandwag. Partia posiadała własną grupę bojówkarską zwaną Stormjaers. Partia pozostawała pod wpływami NSDAP, a podczas II wojny światowej opowiadała się przeciwko współpracy z Wielką Brytanią. Po aktach terroryzmu przeprowadzonych przez bojówkarzy partii niektórzy jej przywódcy trafili do aresztów, jednak sama partia nigdy nie została zdelegalizowana. Po 1945 roku kilku członków ruchu weszło w skład reżimu apartheidu. Ruch stopniowo został wchłonięty przez Partię Narodową. Były dowódca bojówek partii w latach 1966–1978 Balthazar Johannes Vorster pełnił funkcję premiera Afryki Południowej.

### Ameryka Łacińska
Bliskość kulturowa i językowa sprawiła, że niektórzy intelektualiści i grupy polityczne z lat trzydziestych identyfikowali się z hiszpańską Falangą, włoskim faszyzmem i niemieckim nazizmem, a w Ameryce Południowej powstawały ruchy o tej samej nazwie. W Brazylii w latach 30. działał ruch zwany jako brazylijski integralizm na czele z Plínio Salgado. Ruch ten odwoływał się do antyparlamentarnego, tradycjonalistycznego i monarchistycznego ruchu z początku XX wieku działającego w Portugalii, Integralismo Lusitano. Ruch przyjął faszystowską symbolikę; zielone koszulę, symbol sigma (Σ) i salut rzymski (pozdrowienie „Jesteś moim bratem!”). W 1936 roku integraliści próbowali dokonać zamachu stanu na rząd Getúlio Vargasa, w wyniku nieudanego zamachu ruch się rozpadł. W Kolumbii w latach 20. narodził się ruch zwany jako Leopardy, ideologami ruchu byli Elisha Arango, Jose Camacho Carreño, Joaquim Fidalgo Hermida, Silvio Augusto Ramirez Moreno i Villegas. Leopardy inspirowały się francuskim monarchizmem (Charles Maurras). Kolumbijskie grupy faszystowskie były zbliżone do faszyzmu włoskiego, narodowego socjalizmu niemieckiego lub hiszpańskiej Falangi i reżimu Franco (np. Legión de Extrema Derecha de Bucaramanga). Ruchy faszystowskie w Kolumbii wzbudziły strach w innych krajach, szczególnie w USA, że w czasie wojny Kolumbia stanie się piątą kolumną niemieckich interesów. Po wybuchu wojny część uczestników ruchów trafiła do obozu w Fusagasugá. Ruchy faszystowskie znalazły poparcie głównie wśród imigrantów włoskich i niemieckich.
W latach 30. w Kostaryce narodziły się ruchy zwolenników niemieckiego narodowego socjalizmu, składały się one w dużej mierze ze społeczności pochodzenia niemieckiego, niektóre źródła twierdzą, że Stany Zjednoczone uważały Argentynę i Kostarykę jako kraje Ameryki Łacińskiej z największą liczbą zwolenników nazizmu. Sympatycy tego nurtu, León Cortés Castro i Rafael Ángel Calderón Guardia (chrześcijańska Partia Narodowo-Radykalna) znaleźli się nawet na wysokich stanowiskach administracji. Sympatycy nazizmu zbierali się w Klubie Niemieckim. Po wypowiedzeniu wojny III Rzeszy wielu obywateli i mieszkańców pochodzenia niemieckiego i włoskiego zostało uwięzionych, a ich mienie znacjonalizowano, chociaż większość nie miała związków z nazizmem i faszyzmem. Ruchy czerpały z doktryny rasistowskiej, uważając, że ze względu na europejskie korzenie wielu mieszkańców Kostaryki, mieszkańcy państwa są wyżsi rasowo niż inni Amerykanie.
W Meksyku, zwłaszcza po kryzysie gospodarczym w 1929 roku, powstały grupy ultranacjonalistyczne, antyimigracyjne, ksenofobiczne lub rasistowskie (niektóre szczególnie antysemickie, inne antychińskie) znane jako Złote Koszule. Ugrupowania te miały punkt odniesienia wśród niektórych środowisk przedsiębiorców. Bojówki te wyróżniły się w czasie walk z lewicowymi związkami zawodowymi w 1935 roku. W Meksyku narodził się ruch synarchistyczny, czerpiący z ideologii Falangi. Jego polityczny przedstawiciel, Narodowa Unia Synarchistyczna, zyskał pełne wpływy pod koniec lat 30. Cechami ruchu były nacjonalizm, antykomunizm i katolicyzm. Grupa hiszpańskich przedsiębiorców założyła w Meksyku Falangę, miała ona sprzeciwiać się wpływom zwolenników strony republikańskiej podczas wojny domowej w Hiszpanii i prezydentowi Lázaro Cárdenasowi del Río, który poparł stronę republikańską i ułatwił emigrację uchodźców republikańskich do Meksyku. Grupa ta nie zdobyła poparcia poza kręgami imigrantów hiszpańskich.

## Faszyzm a liberalizm i neoliberalizm
Faszyzm jako ruch walczący z socjalistami był początkowo atrakcyjny także dla liberalnej prawicy włoskiej (destra storica), której niektórzy przedstawiciele poparli reżim faszystowski (Giovanni Gentile, Alberto De Stefani, początkowo nawet Benedetto Croce). Program włoskich faszystów z 1921 r. zapowiadał pełną restytucję prywatnego przemysłu, a nawet prywatyzację poczty; Mussolini domagał się swobody dla inicjatywy prywatnej twierdząc, że „Każdy zarząd państwowy jest klęską ekonomiczną”; w latach 20. rząd faszystowski prowadził liberalną politykę ekonomiczną. Ruchy faszystowskie w wielu krajach otrzymywały często finansowe wsparcie ze strony kół wielkokapitalistycznych. Faszyści byli wrodzy niezależnym związkom zawodowym.
Zbieżności te skłaniają część badaczy do szukania związków między liberalizmem a faszyzmem. Według włoskiego ekonomisty i socjologa G. Arrighiego lub urugwajskiego prawnika F.F. Mertensa, faszyzm nie jest niczym innym jak „kumulacją kapitału w toku ekspansji”. Ekspansji tej towarzyszą często m.in. rasizm i szowinizm, które ułatwiają zagarnięcie kapitału warstw społecznych, będących poza „nurtem” ekspansji i stanowiących jej ewentualnych przeciwników. Mertens stwierdza, że model neoliberalny jest swego rodzaju kontynuacją modelu faszystowskiego. Jako dowody przedstawia powiązania niektórych firm zachodnioeuropejskich i amerykańskich bogacących się w czasach istnienia III Rzeszy na „zdobyczach” faszyzmu. Według powyższej definicji faszyzmu można mianem „faszystowskiego” nazwać rząd przedwojennej Polski, jak również rząd USA. Mertens twierdzi, że kapitał amerykański cały czas jest w toku ekspansji, co było szczególnie widoczne podczas prezydentury G. Busha. Ofiarą w tym wypadku są narody państw (określanych jako „terrorystyczne” lub „zbójeckie”) posiadających złoża surowców energetycznych lub mające istotne położenie dla handlowania nimi (Irak i Afganistan).
Z drugiej strony, libertarianie uważają faszyzm za formę socjalizmu i antytezę systemu liberalnego tak w znaczeniu światopoglądowym, jak i gospodarczym.

## Porównanie faszyzmu włoskiego z nazizmem

### Kwestie rasowe
Pomimo licznych zbieżności między faszyzmem włoskim a nazizmem występowały też istotne różnice. Dla nazizmu wartością najwyższą był rasistowsko rozumiany naród (Volk), natomiast dla włoskich faszystów idealistycznie pojmowany naród. Według Rogera Eatwalla biologiczny rasizm i antysemityzm były podstawami ideologii NSDAP, faszyzm włoski początkowo wolny był od rasizmu i antysemityzmu (w jego szeregach byli nawet działacze żydowskiego pochodzenia jak Aldo Finzi), dopiero od roku 1938 pod wpływem sojuszu z Trzecią Rzeszą zaczął przejmować koncepcje rasistowskie. Jednakże mniej radykalne tony antysemickie pojawiały się już od 1919 roku. Benito Mussolini w 1919 roku stwierdził, że za rewolucję w Rosji odpowiadają żydowscy bankierzy z Nowego Jorku i Londynu, a 80% przywódców radzieckich to Żydzi. W 1933 rozpoczęła się regularna kampania antysemicka na łamach faszystowskiej prasy. Rok później w deklaracji końcowej Faszystowskiego Kongresu Międzynarodowego stwierdzono m.in. że Żydzi parają się okultyzmem, próbują doprowadzić do międzynarodowej rewolucji, zwalczają cywilizację chrześcijańską i idee patriotyczne.
Wbrew opinii Eatwalla w faszyzmie włoskim od początku obecny był mit Aryjczyka. Już w 1921 roku Mussolini określił Włochów jako przedstawicieli rasy aryjskiej i śródziemnomorskiej. Mussolini wyrażał zaniepokojenie niskim wskaźnikiem urodzeń białych w innych krajach. Mussolini uznał, że trend ten zatrzymać można poprzez stosowanie eugeniki i wspieranie przyrostu naturalnego białych. Wówczas jednak faszyści włoscy ze sceptycyzmem odnosili się do rasizmu niemieckiego, uznając przodków ówczesnych Niemców za gorszych starożytnym Rzymianom (którzy w polityce rasowej faszystów włoskich stali wyżej) „Trzydzieści wieków historii pozwala nam patrzeć z wielką żałością na niektóre doktryny, które są wykładane za Alpami przez tych, których przodkowie byli analfabetami, kiedy Rzym miał Cezara, Wergiliusza i Augusta.” Opinie te były rasistowską odpowiedzią na obwieszczone w 1934 roku badania eugeniki nazistowskiej, w których stwierdzono, że „Włosi są rasą pół-negroidalną” (co według nazistów miało ich czynić gorszymi od Niemców).
Wspólnym elementem był antyslawizm. Mussolini już w czasie przemówienia z 20 września 1920 r. nazwał Słowian mianem barbarzyńców, a w kontekście obszarów spornych z Jugosławią stwierdził, że wymienić należy 50 000 barbarzyńców zamieszkujących te rejony na 50 000 Włochów. Po objęciu rządów faszyści niemal całkowicie wyniszczyli wszystkie organizacje kulturalne Słoweńców i na masową skalę prowadzono politykę italianizacji (z tego powodu działacze narodowi ze Słowenii założyli wyzwoleńczą organizację TIGR rozbitą przez Włochów w 1941 r.). W wypowiedziach faszystów wprost pojawiły się wezwania do eksterminacji wszystkich przedstawicieli narodu słoweńskiego.
W regionie Ljubljany deportowano około 7,5% populacji słoweńskiej, a deportowani ludzie trafili do włoskich obozów koncentracyjnych na wyspie Rab, w Gonars, Monigo, Renicci d’Anghiari, Chiesanuova i innych. Mario Roatta odpowiedzialny był za masowe represje na ludności cywilnej słoweńskiej i zbrodnie wojenne w Słowenii. 25 lutego 1942 roku, zaledwie dwa dni po założeniu obozu koncentracyjnego w Gonars, przybył do niego pierwszy transport 5343 więźniów (w tym 1643 dzieci), więźniowie pochodzili z przeludnionych w tym czasie obozów koncentracyjnych Rab i Monigo. Przemoc wobec ludności cywilnej pochodzenia słoweńskiego wzorowana była na polityce hitlerowców. Generał Roatta wydał specjalne instrukcje, w których domagał się od żołnierzy, aby przeprowadzali czystki najbardziej energicznie i bez fałszywego współczucia. Jeden z żołnierzy Roatta w liście do domu z 1 lipca 1942 roku pisał: Mamy zabić wszystkich, od góry do dołu, nie szczędząc niewinnych. Co noc zabijamy całe rodziny (...). Po wojnie generał znalazł się na liście najbardziej poszukiwanych włoskich zbrodniarzy wojennych. Poszukiwany był przez rząd Jugosławii i innych państw, nigdy jednak nie został osądzony ze względu na to, że wraz z początkiem zimnej wojny, rząd Wielkiej Brytanii widział pośród części zbrodniarzy wojennych gwarancję antykomunistycznej drogi powojennych Włoch.
Włoscy faszyści agresywną politykę rasistowską i antysemicką przyjęli w 1938 r. Skrajne poglądy obwieszczono w „Manifeście Rasy” (Manifesto della razza). Promowano w nim czysto biologiczne pojęcie rasy, jako tworu nie związanego z wyznaniem czy filozofią. Według manifestu Włosi różnią się od innych narodów nie tylko językiem, kulturą, historią, ale także wyglądem i przynależnością do rasy Aryjczyków o cechach Nordyków. Dokument (który w dużej mierze stanowił kopię nazistowskich Ustaw norymberskich) podkreślał odróżnienie Europejczyków zachodnich od wschodnich oraz osób czarnoskórych i Żydów. Faszyści pozbawili Żydów obywatelstwa, a także zabronili im pełnienia ważnych funkcji państwowych.

### Polityka względem Kościoła
Polityka włoskiego faszyzmu wobec Kościoła oscylowała między konfliktem (ataki na instytucje katolickie w okresie walki o władzę, konflikt dotyczący wychowania młodzieży w 1931 roku) i współpracą (Traktaty Laterańskie w 1929 roku), w przypadku NSDAP według Richarda Grunbergera „główną linię partii w sprawach religii wyrażała totalna opozycja Rosenberga wobec chrześcijaństwa w jakiejkolwiek formie”.

### Model państwa
Choć Benito Mussolini jako pierwszy proklamował koncepcję państwa totalitarnego, nie rozwinął jej jednak do tego stopnia jak naziści. W zakresie polityki społeczno-gospodarczej włoscy faszyści budowali system korporacyjny, podczas gdy naziści kładli nacisk na interwencjonizm państwowy.

## Spór wokół faszyzmu greckiego
Reżim 4 sierpnia w Grecji, choć podobny do faszyzmu włoskiego, nie propagował zewnętrznej agresji i ekspansjonizmu, toteż trwają spory, czy może być zaliczany do faszyzmów. Natomiast tzw. Państwo Greckie, oparte na tym samym personelu wcześniejszych, greckich organizacji faszystowskich, było już niewątpliwie nazistowskie.

## Oskarżenia o faszyzm
Już od początków faszyzmu, termin ten był wykorzystywany w propagandzie oraz polityce. Jednym z pierwszych zastosowań było przez część ruchu komunistycznego określenie „socjalfaszyzm” (ang. social fascism) w odniesieniu do socjaldemokracji. Posługiwała się nim frakcja rewolucyjna zgromadzona na III Międzynarodówce Komunistycznej w celu dyskredytowania mniej agresywnego ruchu socjaldemokratycznego. W połowie lat trzydziestych KPP dążąc do współpracy z innymi ugrupowaniami zrezygnowała ze stosowania określeń „socjalfaszyzm” wobec PPS, ale i stosowanego wcześniej wobec SL określenia „ludofaszyzm”.
W 1944 George Orwell następująco skomentował tendencję do szafowania przymiotnikiem „faszystowski” w debacie publicznej:
Słowo „faszyzm” – będące w powszechnym użytku – pozbawione jest niemal zupełnie znaczenia. Słyszałem, jak „faszyzmem” nazwano: rolników, sklepikarzy, Kredyt Społeczny, kary cielesne w szkołach, polowanie na lisa, walki byków, Komitet 1922, Komitet 1941, Kiplinga, Gandhiego, Czang-Kai-Szeka, homoseksualizm, audycje radiowe Priestleya, schroniska młodzieżowe, astrologię, kobiety, psy – i nie pamiętam co jeszcze.
W kolejnych latach przymiotnik faszystowski był używany przez ZSRR na określenie większości działań państw zachodnich (podobnie jak imperialistyczny), a także na określenie dowolnej działalności antykomunistycznej. Było to możliwe dzięki przyjęciu w radzieckiej literaturze definicji faszyzmu jako końcowej fazy kryzysu światowej burżuazji, która to „w faszyzmie szuka ucieczki” przed wewnętrznymi sprzecznościami kapitalizmu. Zgodnie z tą definicją faszyzm panował praktycznie we wszystkich państwach kapitalistycznych, wśród których faszyzm niemiecki był jedynie „najbardziej reakcyjną” jego postacią. W terminologii radzieckiej unikano przy tym określenia narodowy socjalizm – prawdopodobnie po to, aby uniknąć używania terminu „socjalizm” w odniesieniu do ideologicznego wroga, gdyż z całą pewnością rodziłoby to negatywne skojarzenia z oficjalną ideologią państwową. Zamiast tego lansowano skrótową nazwę „nazizm”, pozbawioną właściwości ideowopolitycznej. W czasie II wojny światowej ukazała się dyrektywa Józefa Stalina, która nakazywała nazwanie „faszystami” i „nazistami” wszystkich, których zdefiniowano jako wrogów systemu:
Gdy obstrukcjoniści staną się zbyt irytujący, nazwijcie ich faszystami, nazistami albo antysemitami. Skojarzenie to, wystarczająco często powtarzane, stanie się faktem w opinii publicznej.

Oskarżenia o „faszyzm” i „nazizm” kierowane wobec dowolnych osób, państw lub organizacji występujących w danym momencie przeciwko interesom Rosji są powszechną praktyką także we współczesnych mediach rosyjskich.
W propagandzie był używany często wobec osób lub organizacji, które nie miały nic wspólnego z faszyzmem – np. w Polsce w okresie PRL propaganda komunistyczna określała jako organizację faszystowską Armię Krajową. Według słów Józefa Stalina, powstanie warszawskie było „nielegalne i zorganizowane przez faszystów”, podobnie jak polskie działania w celu wyjaśnienia zbrodni katyńskiej w 1943 roku. W wewnętrznych dokumentach służb specjalnych PRL jako „odmiany faszyzmu” określany jest m.in. trockizm, imperializm i titoizm. Podczas protestów na Ukrainie w latach 2013–2014 prorządowe media rosyjskie i ukraińskie określały protestujących mianem „faszystów” i „nazistów” (równocześnie zarzucając im jednak wpływy „żydowskie”).
Zarzut głoszenia faszystowskich poglądów jest od tej pory wykorzystywany powszechnie w debatach jako typowy pozamerytoryczny argument osobisty na określenie dowolnego zachowania lub opinii, które osoba go używająca uznaje za szczególnie odrażające. Zjawisko to w sposób anegdotyczny opisuje prawo Godwina.
Współcześnie zarzut „faszyzmu” jest stosowany wobec osób o wyraźnie prawicowych poglądach, choć zdarza się też użycie określenia „lewicowy faszysta”.

## Penalizacja działalności i propagandy faszystowskiej w Polsce
Propagowanie totalitarnych metod i praktyk działania faszyzmu jest zakazane w Polsce z mocy prawa i podlega odpowiedzialności karnej. Regulują to:
Konstytucja Rzeczypospolitej Polskiej:
| Art. 13. |
| Zakazane jest istnienie partii politycznych i innych organizacji odwołujących się w swoich programach do totalitarnych metod i praktyk działania nazizmu, faszyzmu i komunizmu, a także tych, których program lub działalność zakłada lub dopuszcza nienawiść rasową i narodowościową, stosowanie przemocy w celu zdobycia władzy lub wpływu na politykę państwa albo przewiduje utajnienie struktur lub członkostwa. |

Ustawa z dnia 6 czerwca 1997 r. Kodeks karny:
| Art. 256. |
| § 1. Kto publicznie propaguje nazistowski, komunistyczny, faszystowski lub inny totalitarny ustrój państwa lub nawołuje do nienawiści na tle różnic narodowościowych, etnicznych, rasowych, wyznaniowych albo ze względu na bezwyznaniowość, podlega karze pozbawienia wolności do lat 3. |
| § 1a. Tej samej karze podlega, kto publicznie propaguje ideologię nazistowską, komunistyczną, faszystowską lub ideologię nawołującą do użycia przemocy w celu wpływania na życie polityczne lub społeczne. |
| § 2. Karze określonej w § 1 podlega, kto w celu rozpowszechniania produkuje, utrwala lub sprowadza, nabywa, zbywa, oferuje, przechowuje, posiada, prezentuje, przewozi lub przesyła druk, nagranie lub inny przedmiot, zawierające treść określoną w § 1 lub 1a albo będące nośnikiem symboliki nazistowskiej, komunistycznej, faszystowskiej lub innej totalitarnej, użytej w sposób służący propagowaniu treści określonej w § 1 lub 1a. |

| Art. 257. |
| Kto publicznie znieważa grupę ludności albo poszczególną osobę z powodu jej przynależności narodowościowej, etnicznej, rasowej, wyznaniowej albo z powodu jej bezwyznaniowości lub z takich powodów narusza nietykalność cielesną innej osoby, podlega karze pozbawienia wolności do lat 3. |

Do lipca 2011 roku artykuł 256 § 2 kodeksu karnego, kończył się sformułowaniem „albo będące nośnikiem symboliki faszystowskiej, komunistycznej lub innej totalitarnej”. Zapis ten został wykreślony wyrokiem Trybunału Konstytucyjnego z dnia 19 lipca 2011 roku. Trybunał uznał, że przepis nie spełnia kryteriów określoności i w konsekwencji „orzeczenie o niekonstytucyjności art. 256 § 2 in fine k.k. oznacza, że ograniczone zastosowanie znajdzie art. 256 § 4 k.k. Na jego podstawie sąd będzie mógł orzec przepadek przedmiotów zawierających treść określoną w art. 256 § 1 k.k. Nie będzie to natomiast możliwe w odniesieniu do przedmiotów będących nośnikiem symboliki faszystowskiej, komunistycznej lub innej totalitarnej”.